# Barbu Iscovescu
Barbu (Baruh, Iehuda) Iscovescu (n. 24 noiembrie 1816, București, Țara Românească – d. 24 octombrie 1854, Constantinopol, Imperiul Otoman) a fost un pictor și revoluționar român de etnie evreiască. În istoria picturii românești, Barbu Iscovescu împreună cu Constantin Daniel Rosenthal și Ion Negulici a alcătuit celebrul grup de pictori revoluționari de la 1848 care au fost promotorii artei în România. Despre biografia artistului, așa cum rezultă din analiza scrierilor care s-au făcut pe acestă temă, nu se știe aproape nimic. Fiecare din istoricii care i-au studiat activitatea revoluționară și artistică, au adus diferite ipoteze cel mai adesea nesusținute de surse reale de documentare. Opiniile sunt de multe ori controversate și contradictorii fapt care s-a tradus în final la redarea unei vieți pline de avânt romantic și de nimb de poezie. Biografii săi au menționat, fără a aduce vreunul vreo sursă credibilă, că artistul ar fi beneficiat de o bursă acordată de banul Mihalache Ghica pentru a urma cursuri de artă la Viena. Singurele dovezi că Iscovescu a fost în Austria sunt desenele care au rămas istoriei cu peisajele realizate în împrejurimile Vienei, Linz-ului (Mathausen) și a zonei montane a regiunii Salzkammergut (Gmunden și Hallstadt). Unii biografi au afirmat și ipoteza că pictorul ar fi urmat cursurile Academiei de Arte Frumoase de la Viena cu profesorii Josef Danhauser, Johann Ender și Moritz Michael Daffinger.
Studiile pe care Iscovescu le-a făcut la Paris suferă de o mulțime de incertitudini, chiar dacă acesta a executat copii după mari maeștri ca Rubens, Nicolas Poussin, Tizian, Jean-Baptiste Greuze și mulți alții. Artistul a fost cu siguranță la Paris în perioada exilului de după 1849 și biografii lui au menționat că a urmat cursuri de pictură în atelierele lui Michel Martin Drolling și François-Édouard Picot, fără ca vreunul să aducă vreo referință documentară. De altfel, unii din ei, comentând aspectele artistice ale creației lui Iscovescu ulterioare studiilor de la Paris, au recunoscut că nu se vede în opera sa vreo îmbunătățire în ce privește compoziția și meșteșugul picturii, astfel încât ipoteza studiilor în capitala Franței rămâne a fi plină de ambiguitate.
Opera lui Barbu Iscovescu este împărțită, după părerea istoricului Ionel Jianu, în două faze distincte: prima fază este cea a uceniciei pe care a parcurs-o în perioada anilor 1839 - 1848 și faza a doua, cea a făptuirilor desfășurată în ultima perioadă a vieții sale, în perioada 1848 - 1854. Prin desenele care înfățișează peisaje din împrejurimile Vienei, Lyon, Kemárly, Predeal, Turnu Roșu, Sfântul Gheorghe, Sighișoara, Sibiu, Deva și Craiova, Barbu Iscovescu a fost considerat de către istoricii de artă, împreună cu Carol Popp de Szathmári, unul din primii peisagiști români. În plus, datorită desenului intitulat Român plăeș din Banat pe care l-a realizat în peregrinările sale prin Banat, Iscovescu a fost identificat ca fiind primul pictor român care a înfățișat un țăran român.
Toată literatura de specialitate care a avut ca subiect pe Barbu Iscovescu a menționat, punându-se oarecum la unison, că acesta ar fi pictat steagul Revoluției române de la 1848 și ar fi scris cuvintele slogan ale revoluției: Dreptate și Frăție. Din analiza scrierilor despre acest episod controversat, a rezultat concluzia că autorii biografiei pictorului s-au lansat în fel și fel de supoziții, toate lipsite de surse credibile, care fie că țin cont de afirmațiile predecesorilor, aducând date noi, fie sunt contradictorii sau absolut noi ca abordare. Concluzia care rezultă într-un mod fără echivoc, este că nu se știe dacă Iscovescu ar fi pictat primul steag tricolor românesc. De asemenea, există o unanimitate de păreri a biografilor vieții lui Iscovescu cum că acesta ar fi purtat steagul în data de 11 iunie 1848 când mulțimea a înconjurat palatul lui Bibescu Vodă, fără ca vreunul din ei să menționeze vreo sursă primară sau secundară care să afirme așa ceva. De aceeași incertitudine suferă și afirmațiile privind toate activitățile de revoluționar ale artistului precum și apartenența sa la societatea Frăția. Astfel de ipoteze, comentarii și presupuneri se regăsesc frecvent la autorii biografiei lui Barbu Iscovescu. În scrierile istoricilor de artă, istoricilor sau biografilor ale căror surse au stat la baza scrierii acestui articol, lipsește evidența documentară pe care s-au bazat astfel de afirmații.
O dată cu declanșarea revoluției din 1848 din Țara Românească el nu a mai făcut portrete destinate unui cerc restrâns, ci unele care erau hărăzite popularizării conducătorilor eroici ai acesteia, adică în scop propagandistic. Aceste portrete au fost litografiate pentru a ajunge în mâinile tuturor. Principalul merit al operei sale a fost că a dezvoltat simțământul național al maselor prin sporirea numerică a sprijinitorilor revoluției. Lucrările pe care le-a făcut au fost deseori stângace la începuturi și ele s-au mărginit în reprezentarea bustului pe un fond negru. A realizat în perioada 1848 - 1854 portretele fruntașilor revoluției, remarcabile rămânând istoriei imaginea-izvod a lui Avram Iancu de la Vidra, Prefect aurar gen (1849) și cele ale lui Ioan Buteanu din Funtana Cornului, un duce al românilor (1848), a lui Simion Balintu, Aide de l'Armée et Percepteur, Hatzeg (1848) și a lui Petru Dobra, prefectu de la Zlatna. 
În 1853 s-a aflat alături de alți români la Bursa, și a murit în 1854 la Constantinopol, fiind înmormântat din dorința sa la cimitirul ortodox grec din Pera. Prin grija prietenilor săi Gheorghe Magheru și Alexandru Christofi, s-a ridicat la mormântul său un mausoleu din marmură, aici aducându-se și rămășițele pământești ale lui Ion Negulici și ale preotului Atanasie Luzin.

## Biografie
Barbu Iscovescu s-a născut în data de 24 noiembrie 1816 în familia lui Haim Iscovici, numit Zugravu, care locuia în vechea mahala a Oborului pe o uliță sărăcăcioasă în apropierea Căii Moșilor, pe atunci denumită Calea Târgului de Afară. Numele său dat la naștere a fost Iehuda, dar cu acest nume artistul nu a semnat niciodată vreo lucrare și de aceea numele de Iehuda nu a fost folosit nici de către critica de artă. De aceea a rămas cunoscut istoriei numele de Barbu Iscovescu și nu cel de Baruh Iehuda Iscovescu.
Despre copilăria, educația, perioada de formare artistică și studiile școlare ale lui Barbu Iscovescu nu se știe aproape nimic. Biografii săi au menționat, fără a aduce vreunul vreo sursă bibliografică bazată pe surse primare de documentare, că artistul ar fi beneficiat de o bursă acordată de banul Mihalache Ghica pentru a urma cursuri de artă la Viena. Singurele dovezi că Iscovescu a fost în Austria sunt desenele care au rămas istoriei cu peisajele realizate în împrejurimile Vienei, Linz-ului (Mathausen) și a zonei montane a regiunii Salzkammergut (Gmunden și Hallstadt).
În opinia lui Ionel Jianu, singurele documente certe care au rămas din perioada vieneză a artistului, sunt cele păstrate în mapa cu lucruri netrebuincioase care s-a găsit în anul 1901 la biblioteca vechii Academii Române. Din studierea acestora, au rezultat două concluzii: prima, că Iscovescu se ducea prin târguri și orășele de provincie pentru a-și căuta de lucru - în aceste localități reușea să vândă portretele pe care le făcea pe un preț de nimic; și a doua, că artistul a călătorit adesea prin localitățile din jurul Vienei realizând pentru el mai multe schițe de peisaje care au rămas în aceeași mapă a Academiei. Cea de a doua concluzie emisă de Jianu care este relevată de desenele cu peisaje care s-au păstrat până astăzi, face ca Barbu Iscovescu să fie, împreună cu Carol Popp de Szathmári, unul din primii peisagiști români. Toate deplasările provinciale din jurul Vienei aveau ca principal scop vânzarea de tablouri pentru a-și întregi bruma de bani necesari supraviețuirii în capitala imperiului.

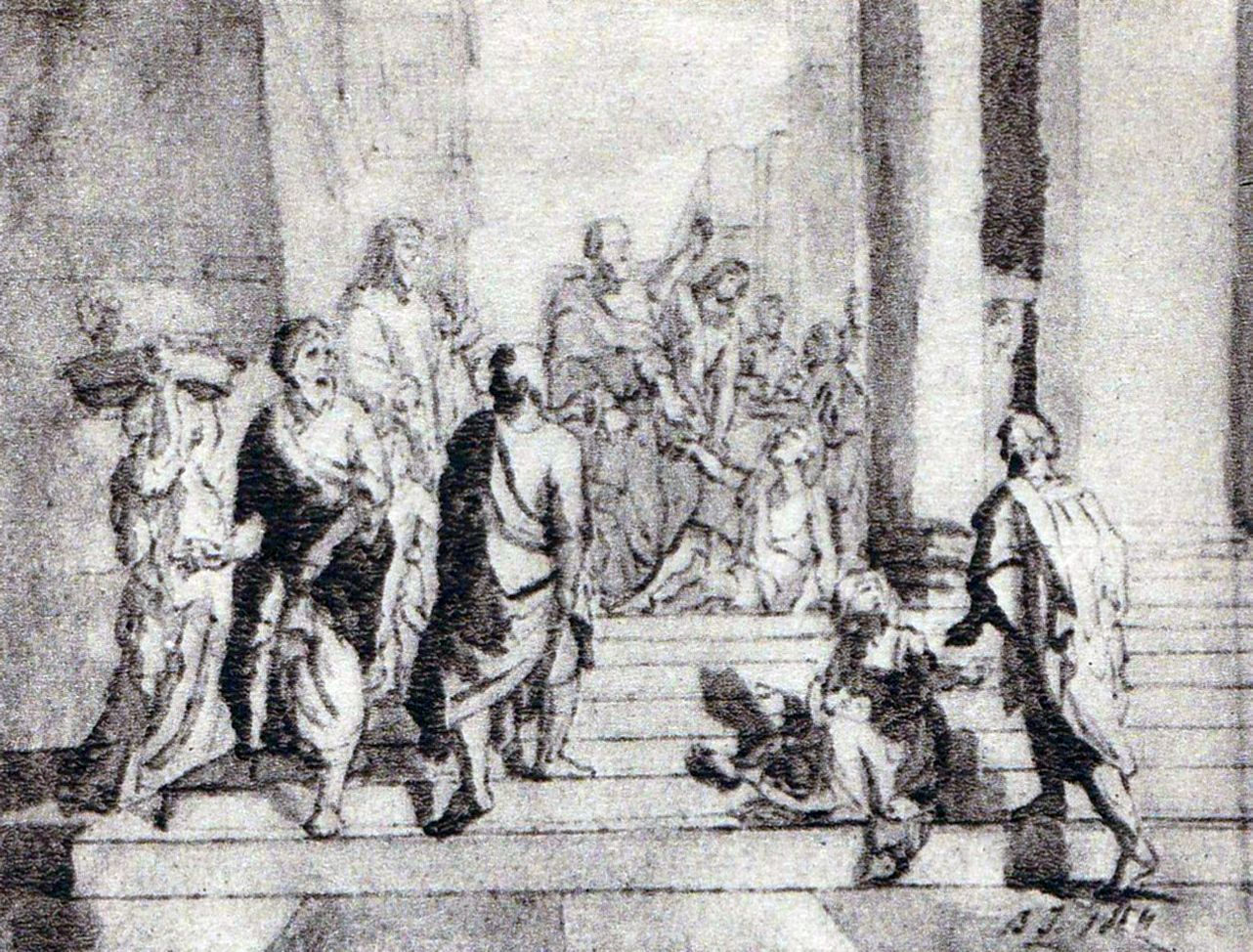
Schiță pentru compoziție

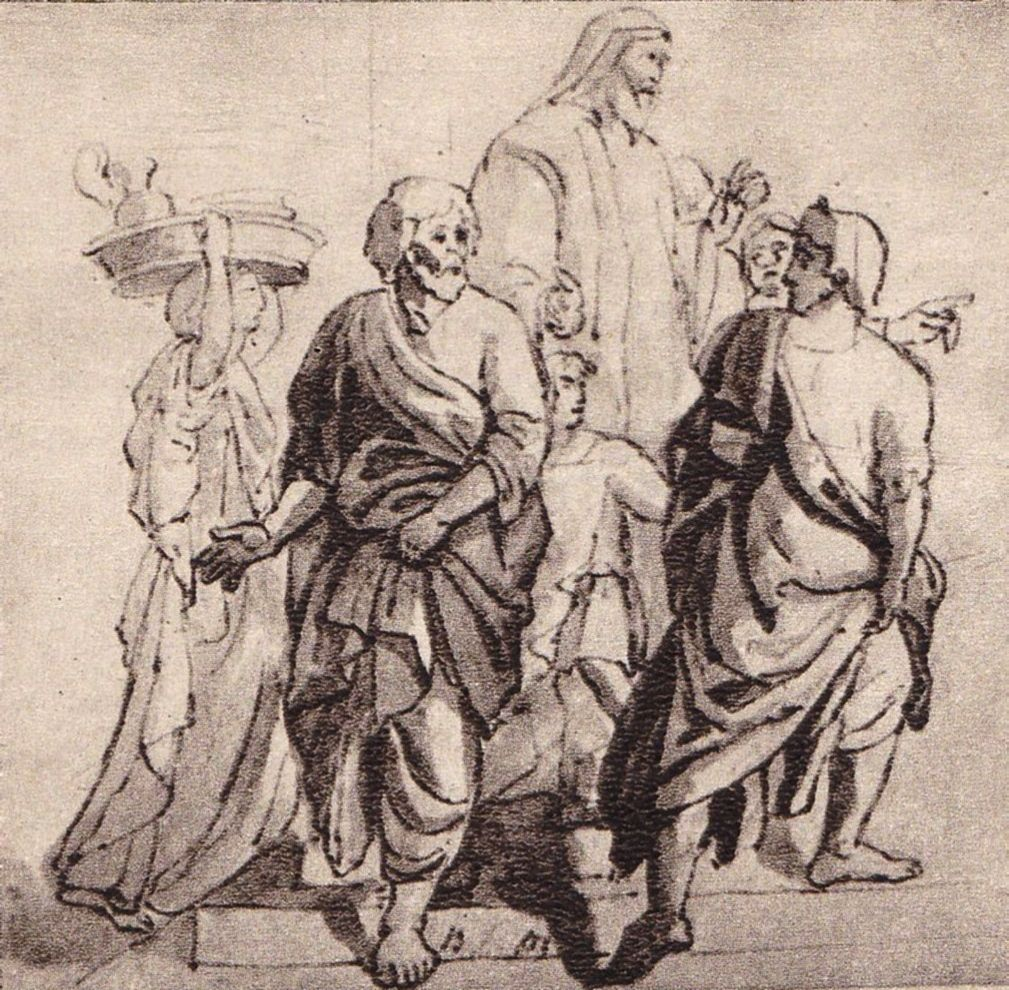
Studiu

Barbu Iscovescu a efectuat mai multe călătorii la Viena, Paris sau reveniri în București, deplasări care au fost în opinia biografilor săi determinate fie din nevoia de a găsi plasamente pentru lucrările sale din domeniul picturii fie a fost după părerea altora, delegat ca agent de informații pentru legătura cu membrii diasporei revoluționare din străinătate. Prima ipoteză are susținere în mențiunile din corespondența ce s-a păstrat de la Nicolae Golescu care a spus că „... Iscovescu a luat hotărârea de a veni să petreacă iarna la București pentru a vedea dacă poate avea de lucru”. La Viena artistul i-a cunoscut pe „... toți valahii care au trecut pe aci și... fiecare i-a promis să se intereseze de el”. Acești valahi erau tinerii progresiști români, membri ai grupării Frăția, care au pus la cale revoluția din iunie 1848. Iscovescu s-ar fi alăturat grupării cu entuziasm și ca urmare în 1847 s-a reîntors în Țara Românească, după părerea lui Ionel Jianu, îmbarcându-se pe un vapor fluvial care făcea curse regulate pe Dunăre de la Viena la Turnu Severin. Din spusele acestuia, drumul cu vaporul era mai puțin costisitor decât cel cu diligența, care pe lângă că era scump, dura peste trei săptămâni de zile.
Nu există niciun document care să fi rămas istoriei și să ateste că Barbu Iscovescu ar fi fost membru al grupării Frăția. Această evidență poate fi argumentată prin faptul că gruparea fiind prin ea însăși o organizație secretă, ea nu ținea liste de membri și aceștia nu se cunoșteau între ei, decât strict cei care aveau legătură. Ionel Jianu a considerat că este de necontestat faptul că Iscovescu a fost membru al Frăției deoarece i s-ar fi încredințat sarcina de a picta steagul revoluționar cu deviza Dreptate - Frăție, steag pe care Iscovescu l-ar fi purtat el însuși în fruntea mulțimii care a împresurat palatul lui Bibescu în data de 11 iunie 1848. În cadrul Frăției, Barbu Iscovescu l-a cunoscut și pe Niță Magheru, cel care s-a urcat pe o scară din fața prăvăliei lui Dionisie de pe Lipscani și a citit Proclamația de la Islaz în data de 11 iunie 1848.
A participat activ la pregătirea și la desfășurarea Revoluției de la 1848 din Țara Românească. Barbu Iscovescu a îndeplinit mai multe misiuni pe care Nicolae Golescu i le-a trasat, acesta din urmă ocupând funcția de Ministrul al treburilor dinlăuntru (MAI în ziua de astăzi) în Guvernul Provizoriu al Țării Românești. Astfel, la sfârșitul lunii iunie 1848 s-a deplasat la ordinul acestuia la Focșani și în august 1848, tot la Focșani, cu sarcina de a decora sala teatrului din localitate în vederea realizării ulterioare a unui spectacol de gală. Din spusele lui Ionel Jianu, Iscovescu a împodobit scena cu transparențe luminoase pe care erau scrise cele 21 de articole ale constituției.

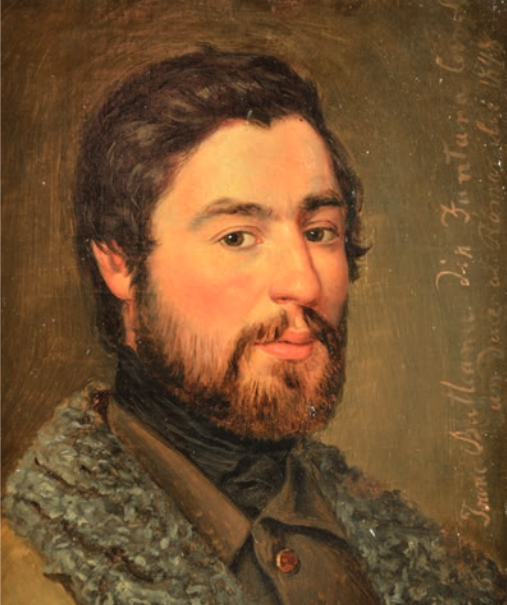
Ioan Buteanu

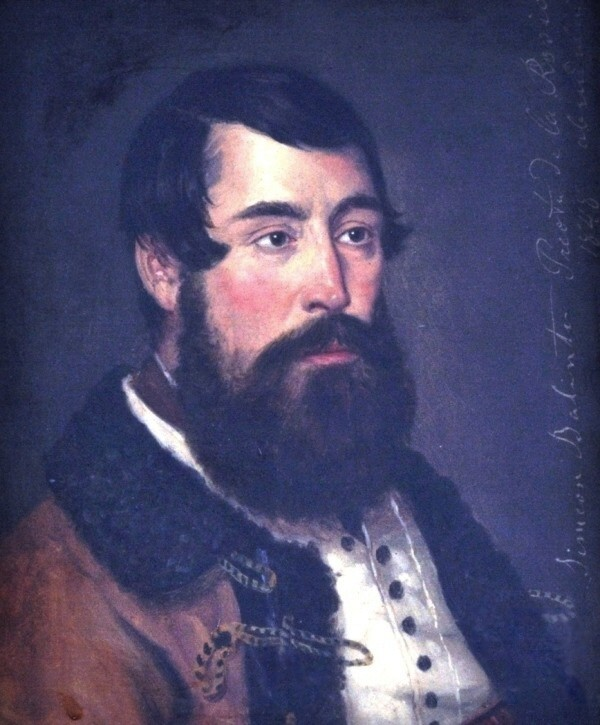
Simion Balint

Privirile fruntașilor revoluției din Țara Românească erau în acele vremuri ațintite spre acțiunile populației românești din Transilvania și asupra conducătorului lor Avram Iancu, mai ales după eșecul din Muntenia și a ocupației otomane care a urmat. Românii din sudul Carpaților nădăjduiau ca românii din Ardeal să se unească cu ungurii și ca urmare, trupele revoluționare să pătrundă în Valahia pentru a o elibera. Ion Frunzetti a emis o ipoteză cum că Iscovescu ar fi plecat în Ardeal având o misiune prin care împreună cu Niță Magheru să organizeze o legiune care să lupte împreună cu răsculații din Imperiul Habsburgic. Niță Magheru era un om de legătură pe care Nicolae Bălcescu l-a așteptat la Pancevo. Frunzetti a considerat că această misiune ar fi avut unele legături cu planul lui Bălcescu și împărtășit de către frații Golești în acest sens.
Exilat după prăbușirea revoluției, s-a refugiat la Brașov la mijlocul lui septembrie 1848, unde a continuat activitatea revoluționară. În Lista celor trecuți peste graniță el figurează cu numărul 43. La Brașov l-a cunoscut cu această ocazie pe Ion Negulici. În cursul iernii anului 1848, artistul a plecat în Țara Moților unde fruntașii revoluționari l-au folosit în repetate rânduri ca agent revoluționar. Din textele publicate de Constantin D. Aricescu a reieșit că în toamna anului 1848, Iscovescu ar fi primit la Brașov suma de opt galbeni pentru a-și cumpăra arme și pentru a face o deplasare la București. Tot Aricescu a amintit că Barbu Iscovescu era folosit ca agitator și propagandist revoluționar și de aceea el a fost exilat în lotul celor 69 de persoane după eșecul mișcării.
Stabilit pentru un timp la Semlin (1849), lângă Belgrad, Iscovescu a cunoscut pe unii revoluționari sârbi, Milivoi Petrovici comandantul artileriei sârbești și adjutant al generalului Knidjanin și maiorul Radovan Petrovici, și le-a executat portretele. În aceeași perioadă a realizat și portretul lui Dimitrie Bolintineanu (8 martie 1849) și a lui Kypra (1849). Apoi, Barbu Iscovescu a plecat în anul 1849 să studieze la Paris, unde i-au fost profesori pictorii Michel Martin Drolling și François-Édouard Picot. A vizitat muzeele pariziene și a făcut copii după lucrări realizate de mari maeștri ca Tițian, Rubens, Nicolas Poussin și Jean-Baptiste Greuze și, la îndemnul lui Nicolae Bălcescu,[C] a copiat la Biblioteca națională, după gravuri de epocă, chipuri de voievozi români.

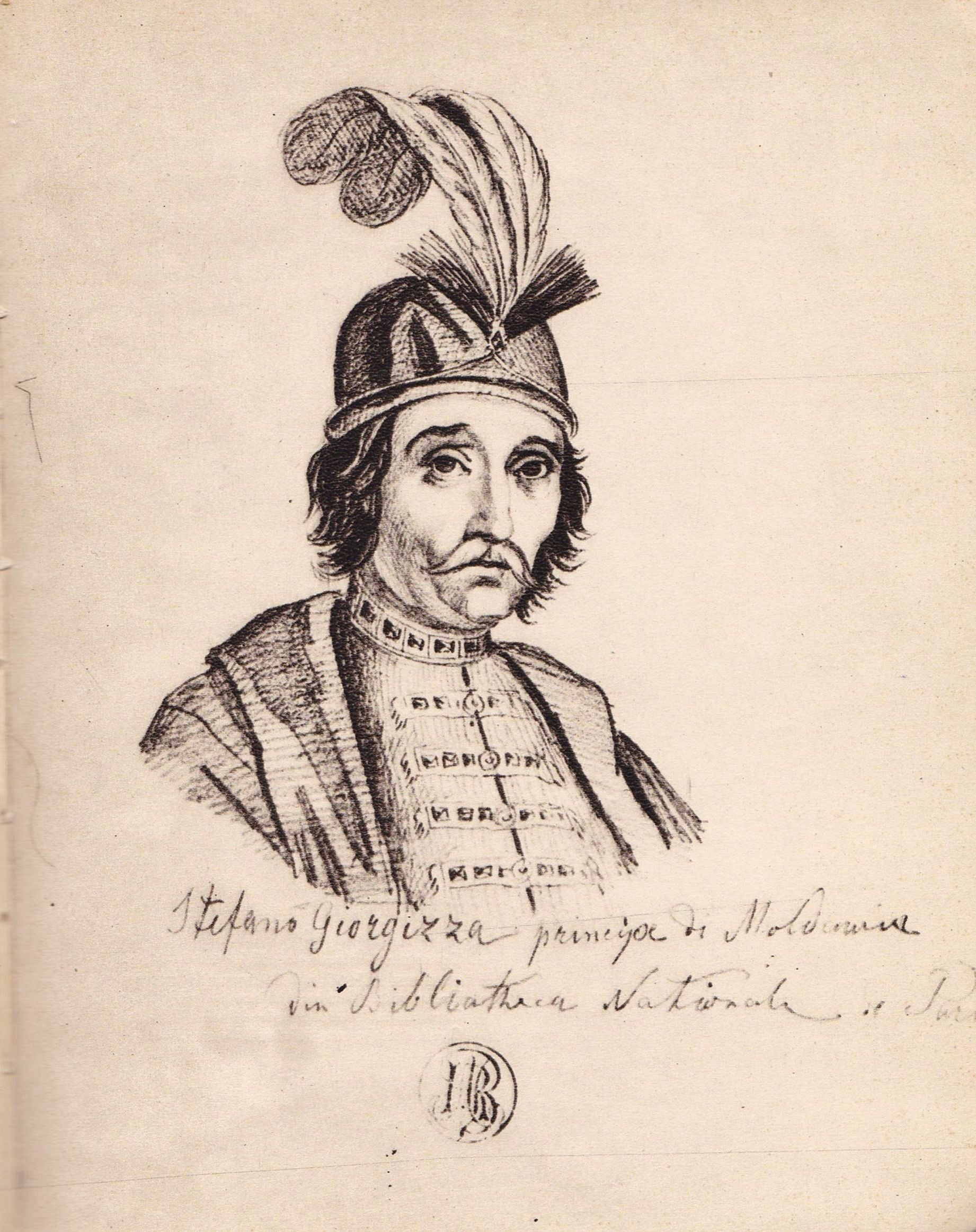
Gheorghe Ștefan
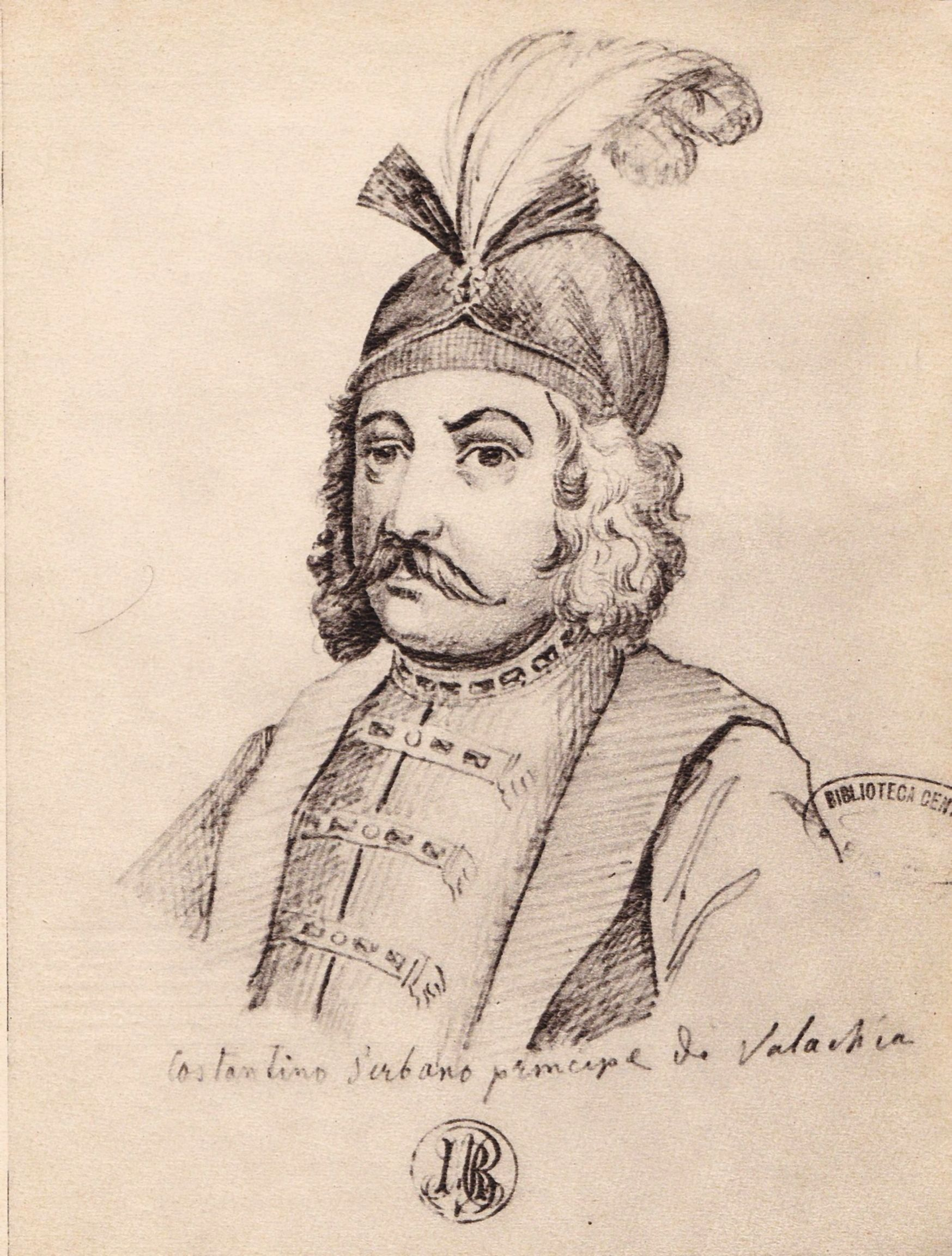
Constantin Șerban
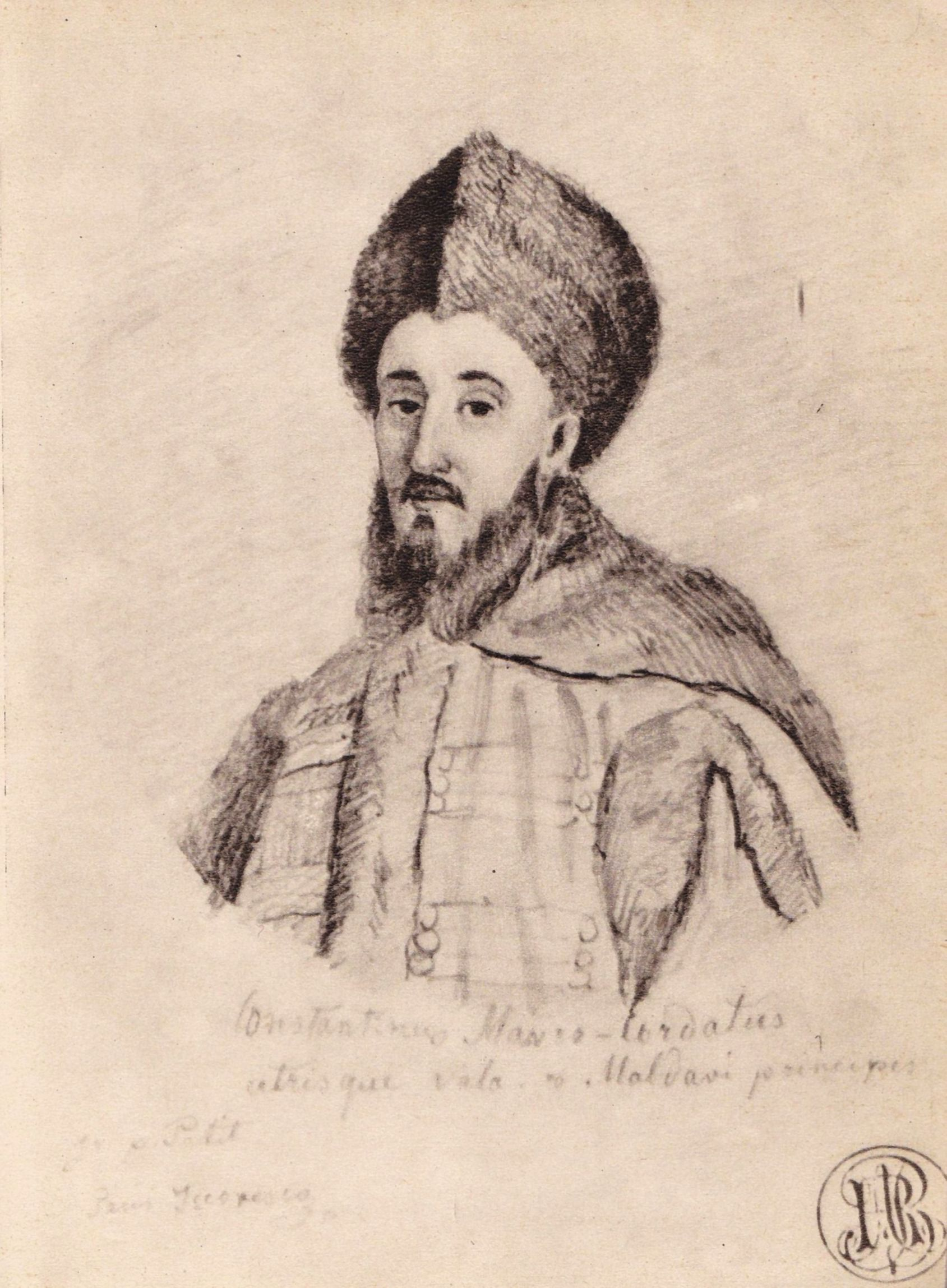
Constantin Mavrocordat

În anul 1852, la sfârșitul verii, Iscovescu a plecat de la Paris spre Stambul. Din spusele biografilor, motivul principal ar fi fost starea financiară precară precum și recidiva bolii de care suferea de mai mutt timp și care era favorizată de condițiile mizere în care locuia. Există mențiuni documentare care afirmă că în momentul plecării din locuința din Piața Vendome chiria a rămas neplătită și achitarea a fost făcută din bunăvoința prietenilor lui. În drumul său spre Brussa, spun biografii, Iscovescu a trecut prin Lyon unde ar fi pictat peisajul Île Barbe în data de 5 august 1852, așa cum apare datată lucrarea. După alți autori, la sfârșitul aceluiași an, artistul a plecat din portul Marsilia spre Stambul, oprindu-se pentru scurt timp la Atena și probabil la Chios.
În 1853 s-a aflat alături de alți români la Bursa, și a murit în 1854 la Constantinopol, fiind înmormântat din dorința sa la cimitirul ortodox grec din Pera. Prin grija prietenilor săi Gheorghe Magheru și Christofi, s-a ridicat la mormântul său un mausoleu din marmură, aici aducându-se și rămășițele pământești ale lui Ion Negulici și ale preotului Atanasie Luzin.
Constantin D. Aricescu i-a numit pe aceștia „Câteștrei martiri ai libertății”. Poetul Dimitrie Bolintineanu a scris un epitaf pe mormântul lui Barbu Iscovescu:
Abia se naște-o floare în arborul de viață
Nefericitei țeri, 
Și moartea cea fatală o scutură, o’ngheață, 
Sub ale sale crude ș’amare sărutări, 
Așa peri, departe, de patria-i iubită, 
Pictorul esilat, 
Cu anii sei cei tineri, cu fruntea înflorită
De vise grațioase, ce'n lacrimi s’au schimbat.
Acest epitaf a fost preferat unui altuia, scris de Eliade și care sună astfel:
Români, ce e viața ? Travaliu și putere... 
Am viețuit, căci multe și piedici și nevoi, 
Trecut-am cu sudoare, cu aspră neavere, 
S’ajung la cultul artei, cu ea sunt între voi, 
Cu ea sunt in Muzeuri, cu ea la Dumnezeu!

## Opera
În istoria picturii românești, Barbu Iscovescu împreună cu Constantin Daniel Rosenthal și Ion Negulici a alcătuit celebrul grup de pictori revoluționari de la 1848 care au fost promotorii artei în România. Până la ei, pictura românească se limitase, cu rare excepții, la realizarea de portrete convenționale care înfățișau figurile clientelei comanditare. Prin ei, s-a simțit o primenire a concepției despre artă în sensul atribuirii acesteia a rolului activ, educator și politic. Elocvent în acest sens este opinia lui Alexandru Golescu:
„... Muzica și arta desenului sunt îndeosebi potrivite să dezvolte simțământul național al mulțimilor... O muzică națională e vibrația sufletului unei națiuni, un tablou, o statuie națională este ca o pietrificare a unei mari gândiri naționale: poporul o prinde, pentru că ea are o formă care trece din generație în generație.”—Scrisoarea lui Alexandru Golescu din decembrie 1846

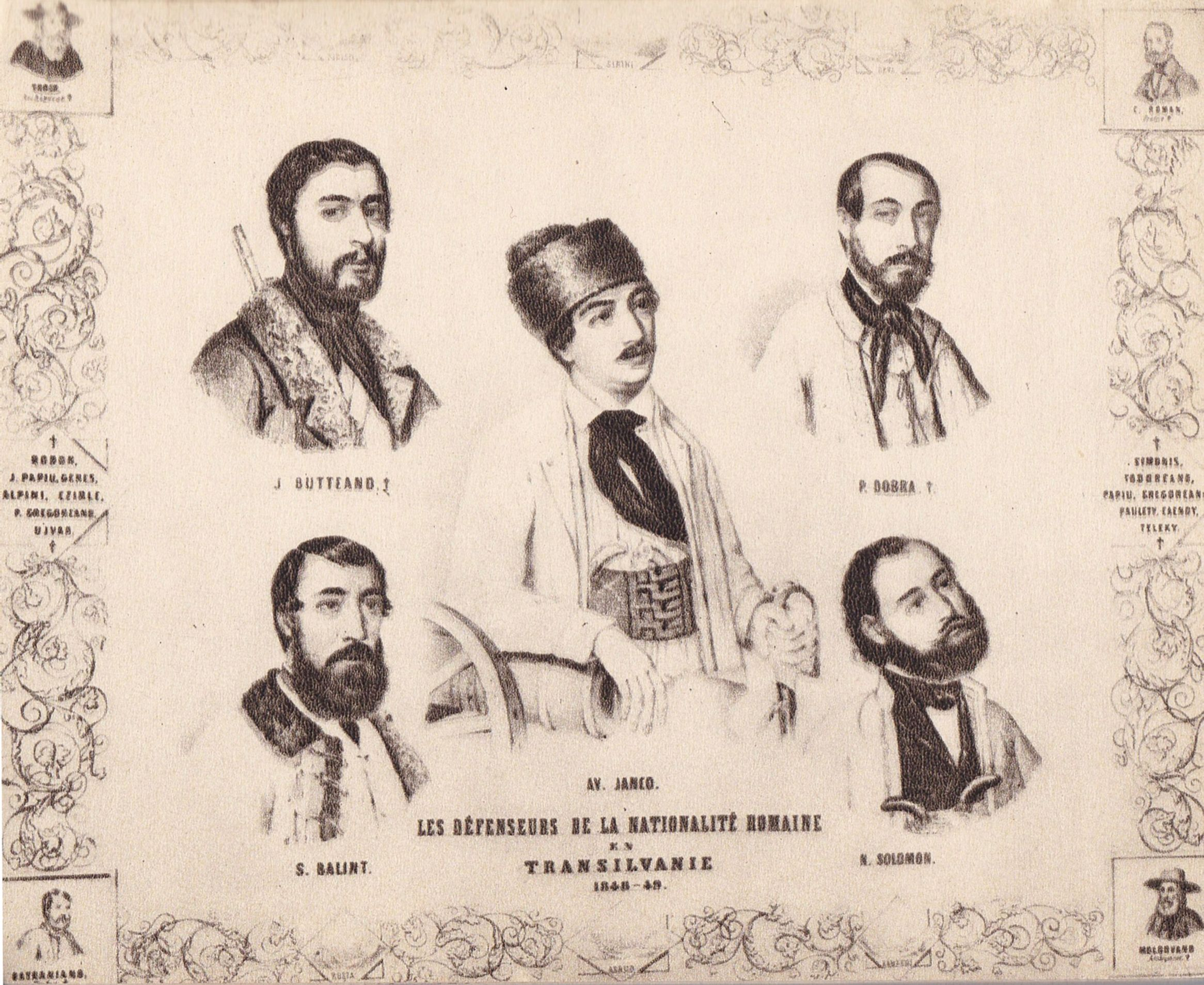
Apărătorii naționalității române în Transilvania 1848 - 1849

La mijlocul secolului al XIX-lea, Principatele românești se aflau în faza de început al capitalismului și lupta pentru trezirea sentimentului național s-a constituit într-o trăsătură principală a realităților de atunci. Acest sentiment național s-a oglindit în opera acestui grup de pictori cu multă strălucire, așa cum s-a reflectat și în literatura epocii și în mișcarea de renaștere culturală. Prin creația lor și prin activitatea revoluționară la care aceștia au participat în mod activ și voluntar, Rosenthal, Negulici și Iscovescu s-au dovedit a fi exponenții unei noi concepții artistice prin care au dorit să răspândească prin opera lor, ideile revoluției pentru sprijinirea luptei poporului pentru libertate și independență.
În opera lui Barbu Iscovescu există după părerea istoricului Ionel Jianu două faze distincte: prima fază este cea a uceniciei pe care a parcurs-o în perioada anilor 1839 - 1848 și faza a doua, cea a făptuirilor desfășurată în ultima perioadă a vieții sale, în perioada 1848 - 1854. Prima fază a fost caracterizată de inexistența unei ideologii și a unui țel precis. În această perioadă, artistul a pictat la întâmplare în funcție de comenzile de pe care a avut parte. Din lipsa unor studii serioase, el a recurs la talentul său înnăscut pentru desen și nu a avut mijloacele financiare necesare pentru a-și asigura o pregătire de specialitate, fapt care transpare și în operele de mai târziu.
O dată cu declanșarea revoluției din 1848 din Țara Românească el nu a mai făcut portrete destinate unui cerc restrâns, ci unele care erau hărăzite popularizării conducătorilor eroici ai acesteia, adică în scop propagandistic. Aceste portrete au fost litografiate pentru a ajunge în mâinile tuturor. Principalul merit al operei sale a fost că a dezvoltat simțământul național al maselor prin sporirea numerică a sprijinitorilor revoluției. Lucrările pe care le-a făcut au fost deseori stângace la începuturi și ele s-au mărginit în reprezentarea bustului pe un fond negru.

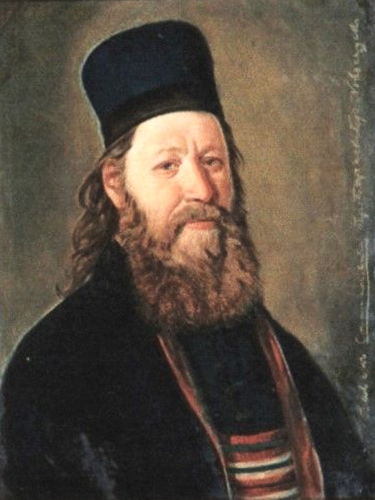
Pavel Stamatovici

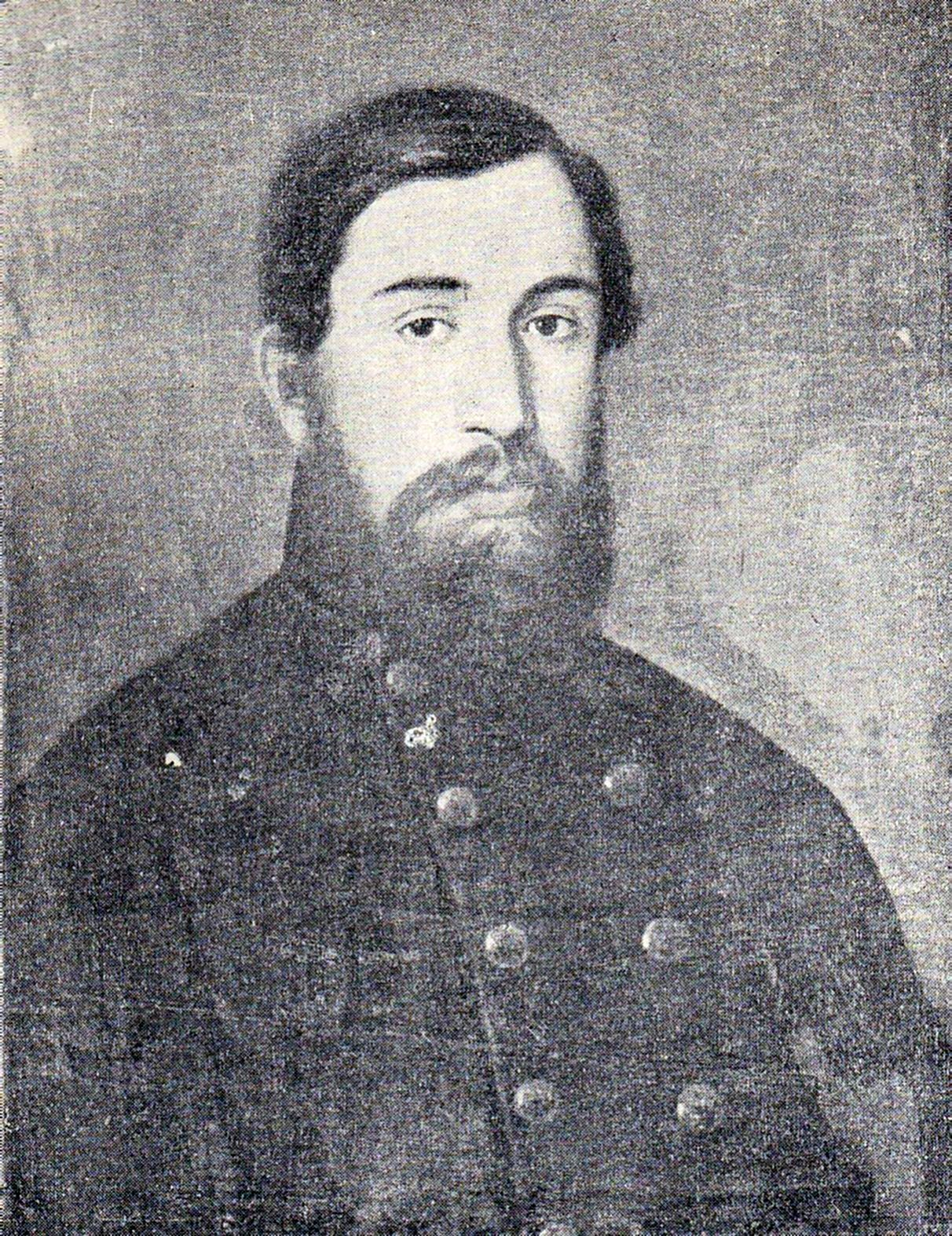
Necunoscut în uniformă

După înfrângerea revoluției pașoptiste din Principate, Barbu Iscovescu s-a refugiat în Ardeal la Brașov unde s-a împrietenit cu Ion Negulici și a stabilit împreună cu acesta realizarea unui album cu portretele principalilor conducători ai revoluției. Acest album urma să fie imprimat pentru a fi folosit ca material de propagandă. Negulici pictase la București portretele lui C.A. Rosetti, Nicolae Bălcescu, C. Aricescu și Cezar Boliac și urma în opinia lui Ion Frunzetti să execute portretele altor revoluționari din Țara Românească. Barbu Iscovescu trebuia să înfățișeze chipurile căpeteniilor mișcării transilvănene și ca urmare în iarna anului 1848 a plecat în Țara Moților, acolo unde se aflau trupele lui Avram Iancu. Astfel, el a luat legătură cu fruntașii revoluției și i-a portretizat, remarcabile rămânând istoriei imaginea-izvod a lui Avram Iancu de la Vidra, Prefect aurar gen (1849) și cele ale lui Ioan Buteanu din Funtana Cornului, un duce al românilor (1848), a lui Simion Balintu, Aide de l'Armée et Percepteur, Hatzeg (1848) și a lui Petru Dobra, prefectu de la Zlatna (1848).
Pe drumul său prin Ardeal, Iscovescu a desenat mai multe peisaje de prin satele transilvănene Predeal, Turnu Roșu, Sfântul Gheorghe, Sighișoara, Sibiu și Deva. La Muzeul Brukenthal din Sibiu s-a păstrat o litografie care poartă numele de Apărătorii naționalității române în Transilvania 1848 - 1849 (în limba franceză: Les Défenseurs de la nationalité roumaine en Transilvanie, 1848 - 1849). Lucrarea a fost multiplicată și răspândită în tot perimetrul românesc. Ea cuprinde desenele lui Iscovescu împreună cu cinci portrete de prefecți: Ion Buteanu (sus, dreapta), Simion Balint (stânga jos), Petru Dobra (sus, dreapta), Nicolae Solomon (dreapta, jos) și Avram Iancu (în centru).
În cele patru colțuri ale chenarului imaginii apar portretele miniaturizate ale lui Vasile Turcu, Constantin Roman, Alexandru Bătrâneanu și Vasile Moldovan. Chenarul a fost reprezentat înflorat cu vrejuri frumos împletite care lasă pe orizontală să se întrevadă șase desene care înfățișează peisaje din cele șase localități menționate mai sus (vezi capitolul Controverse, incertitudini - Apărătorii naționalității române în Transilvania). Efigia eroului transilvănean este de mici dimensiuni și prezintă mici modificări ale izvodului iconografic cunoscut în sensul că, personajul a fost desenat într-o poziție aproape similară cu portretul în ulei, diferența făcând-o poziția cotului sprijită pe țeava unui tun și pumnul stâng ține garda unei spade.
Începând din iarna anul 1847 și până în iunie 1848, Barbu Iscovescu a realizat o serie de portrete, în creion sau ulei, ale revoluționarilor Constantin D. Aricescu, Nicolae Golescu, Petre Mateescu, Niță Magheru și cel al Zincăi Golescu, mama fraților Golești: Nicolae, Ștefan, Radu și Alexandru.

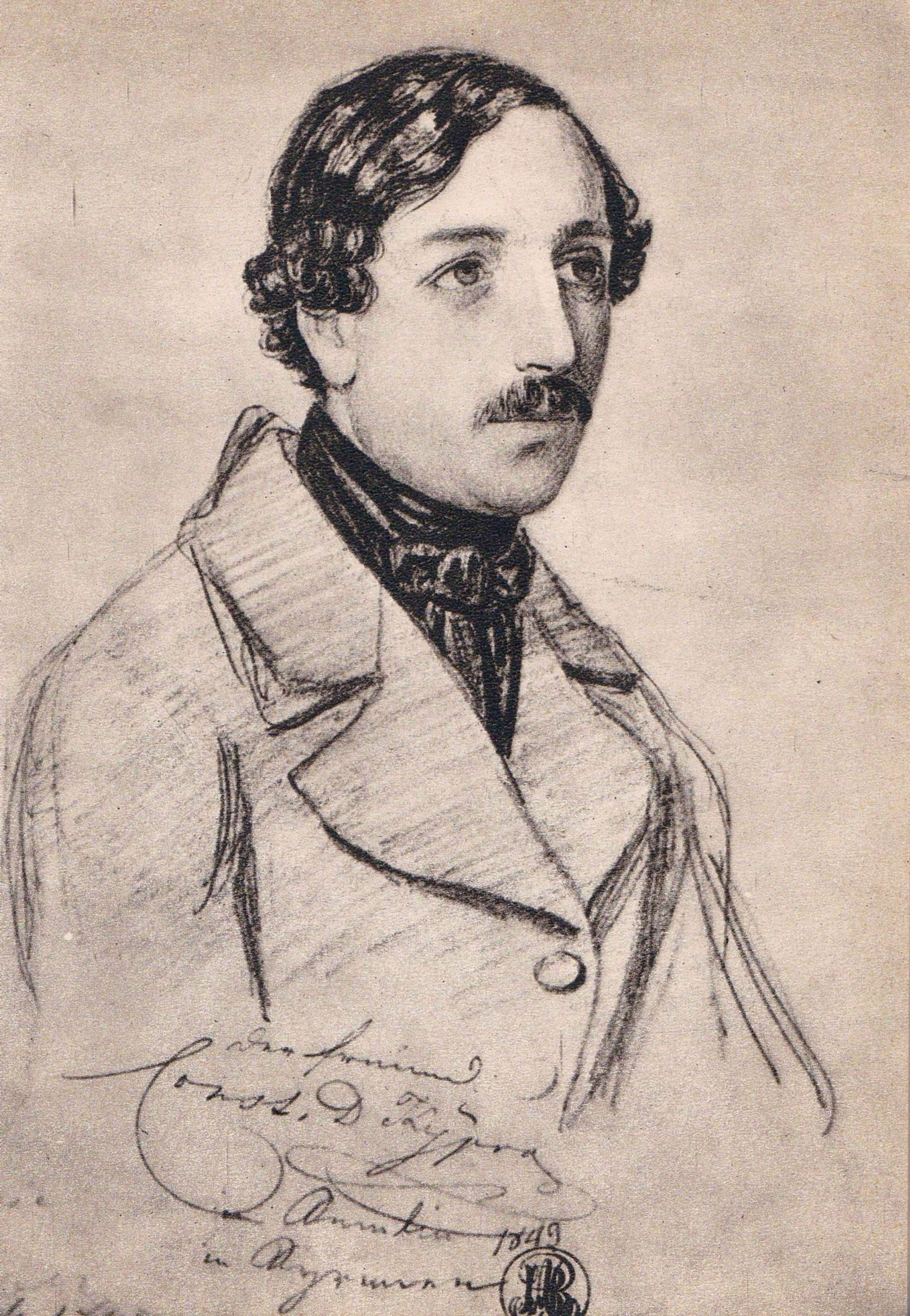
Constantin Kypra
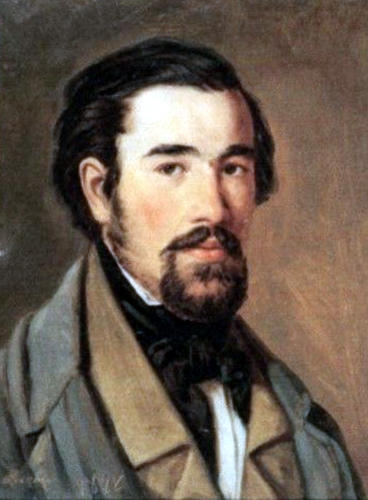
Petru Dobra
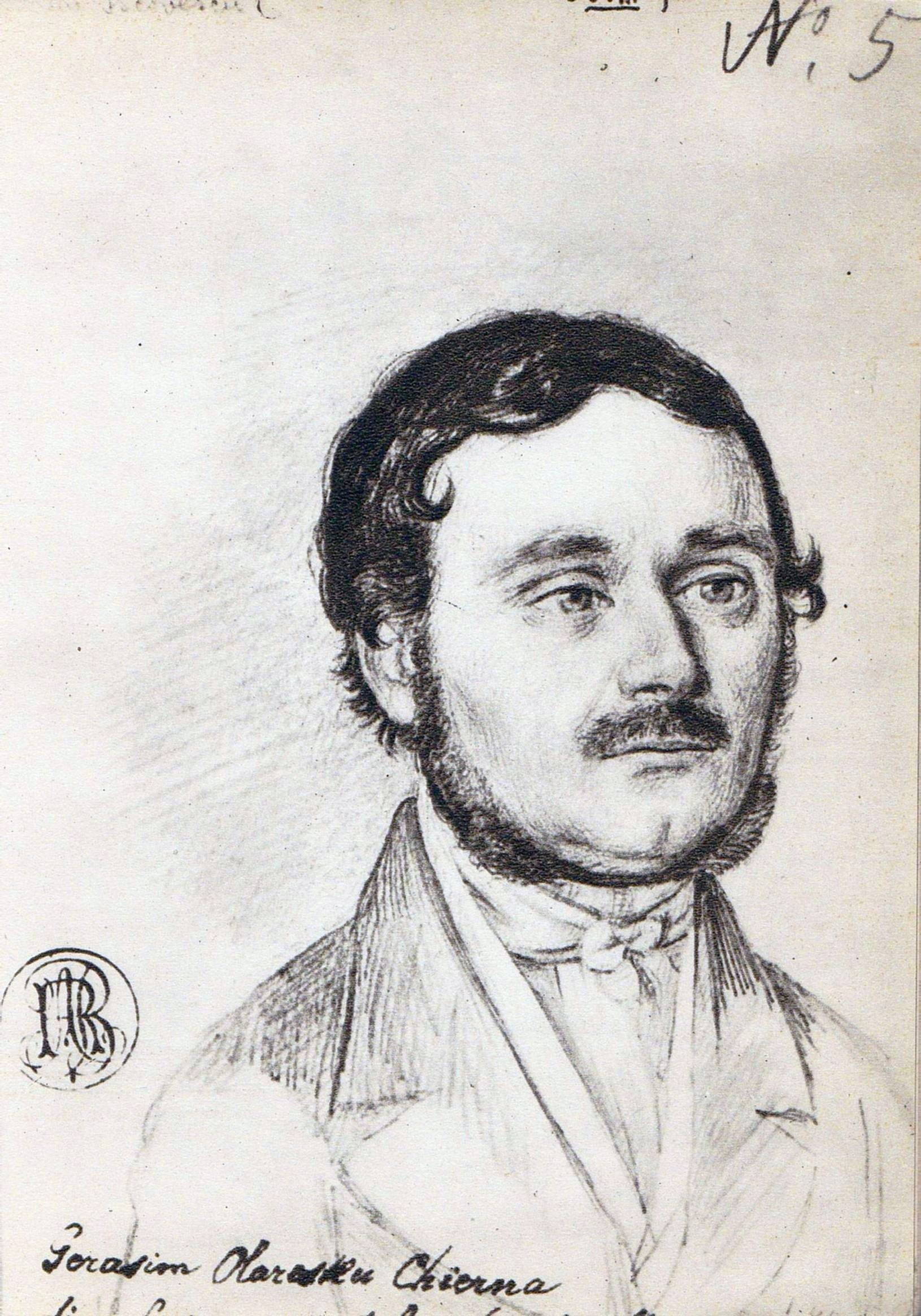
Gherasim Olărescu
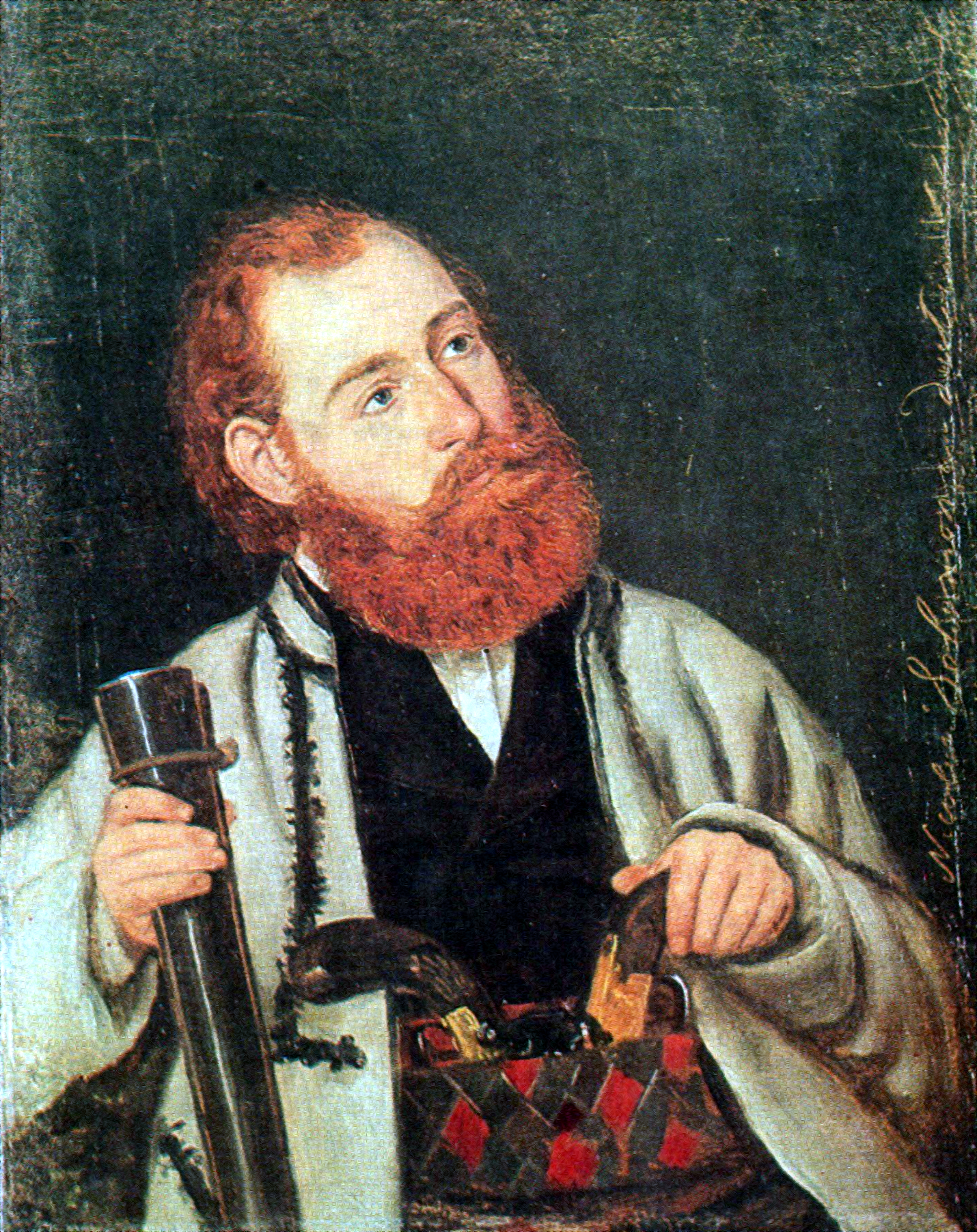
Nicolae Solomon
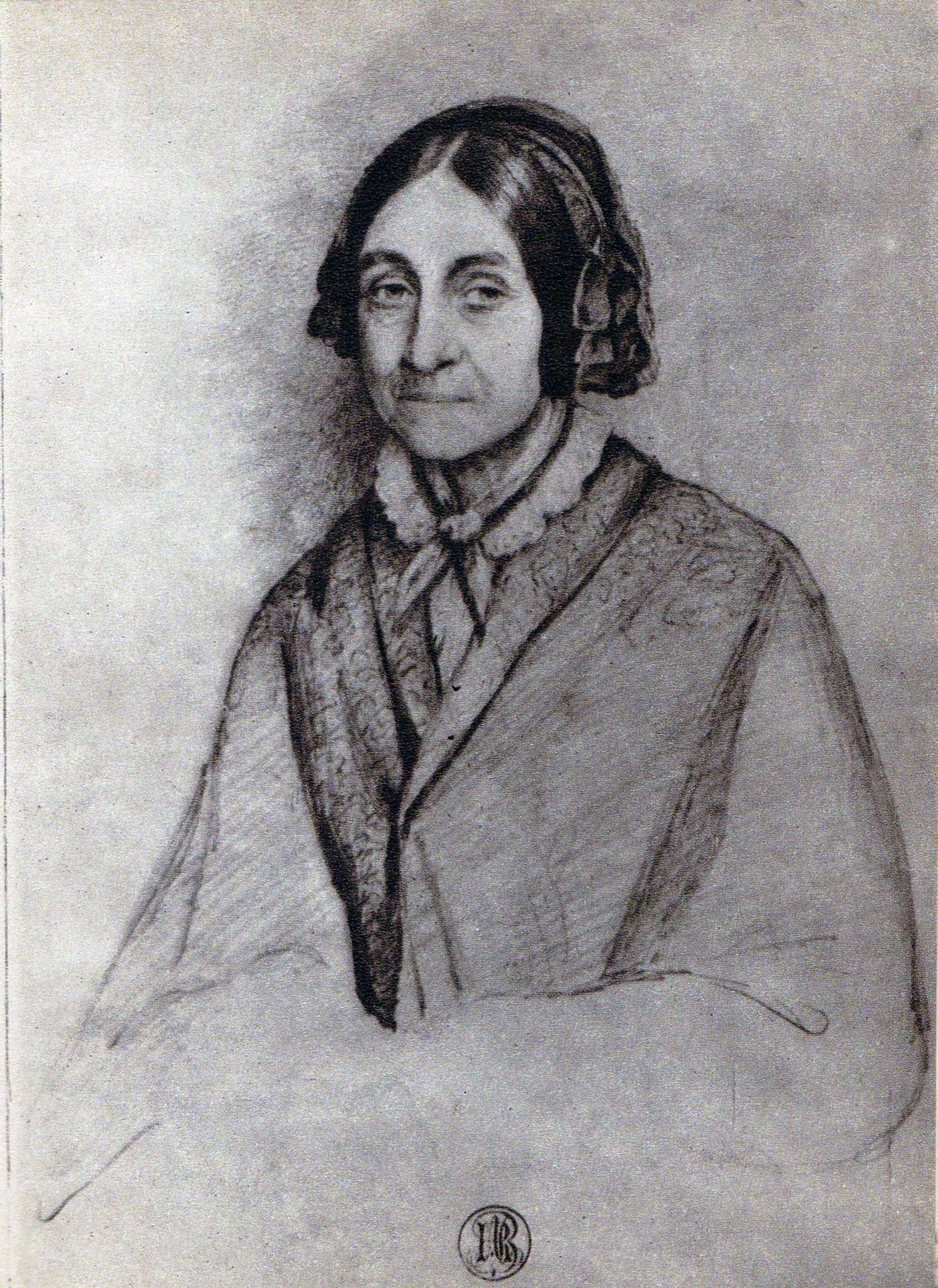
Zinca Golescu
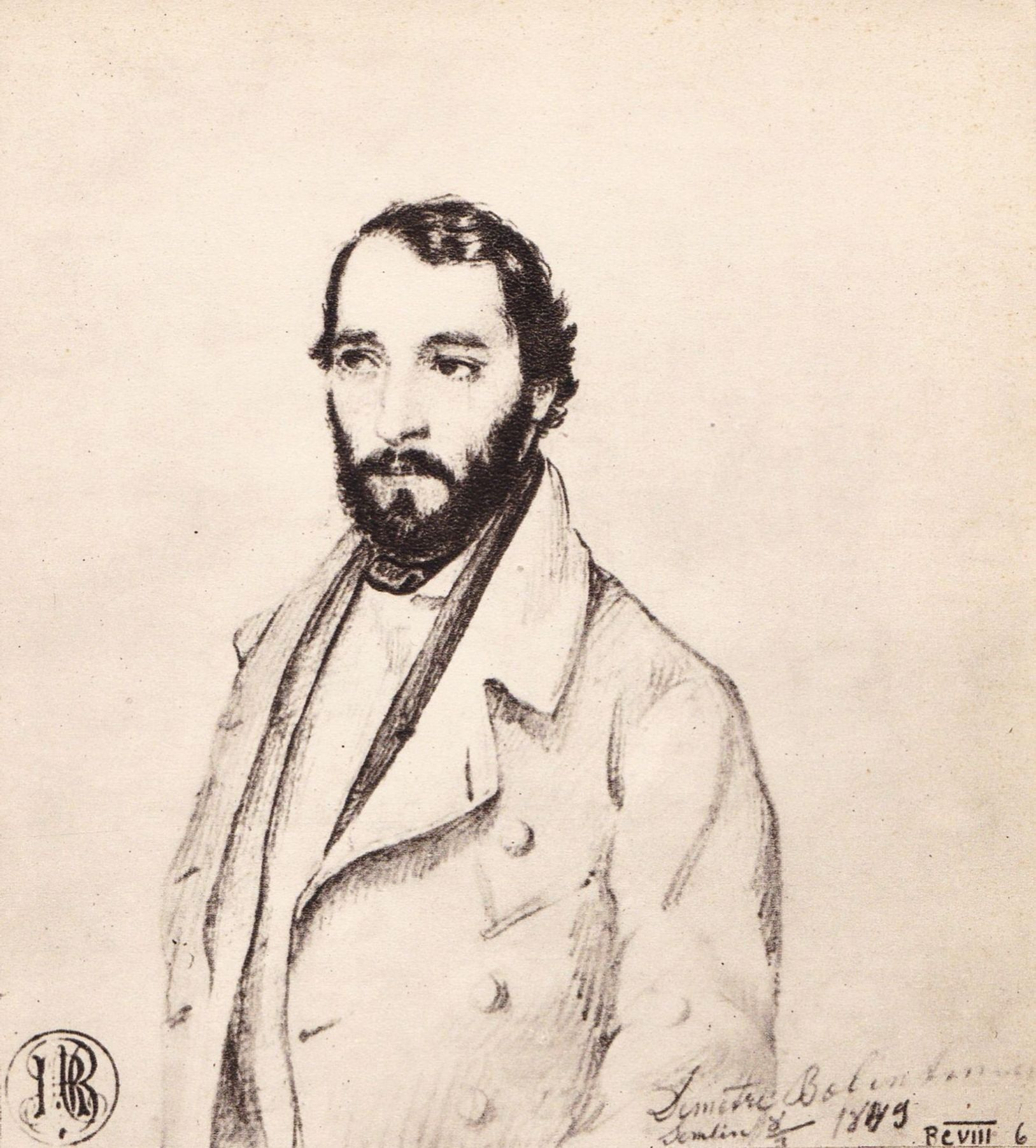
Dimitrie Bolintineanu
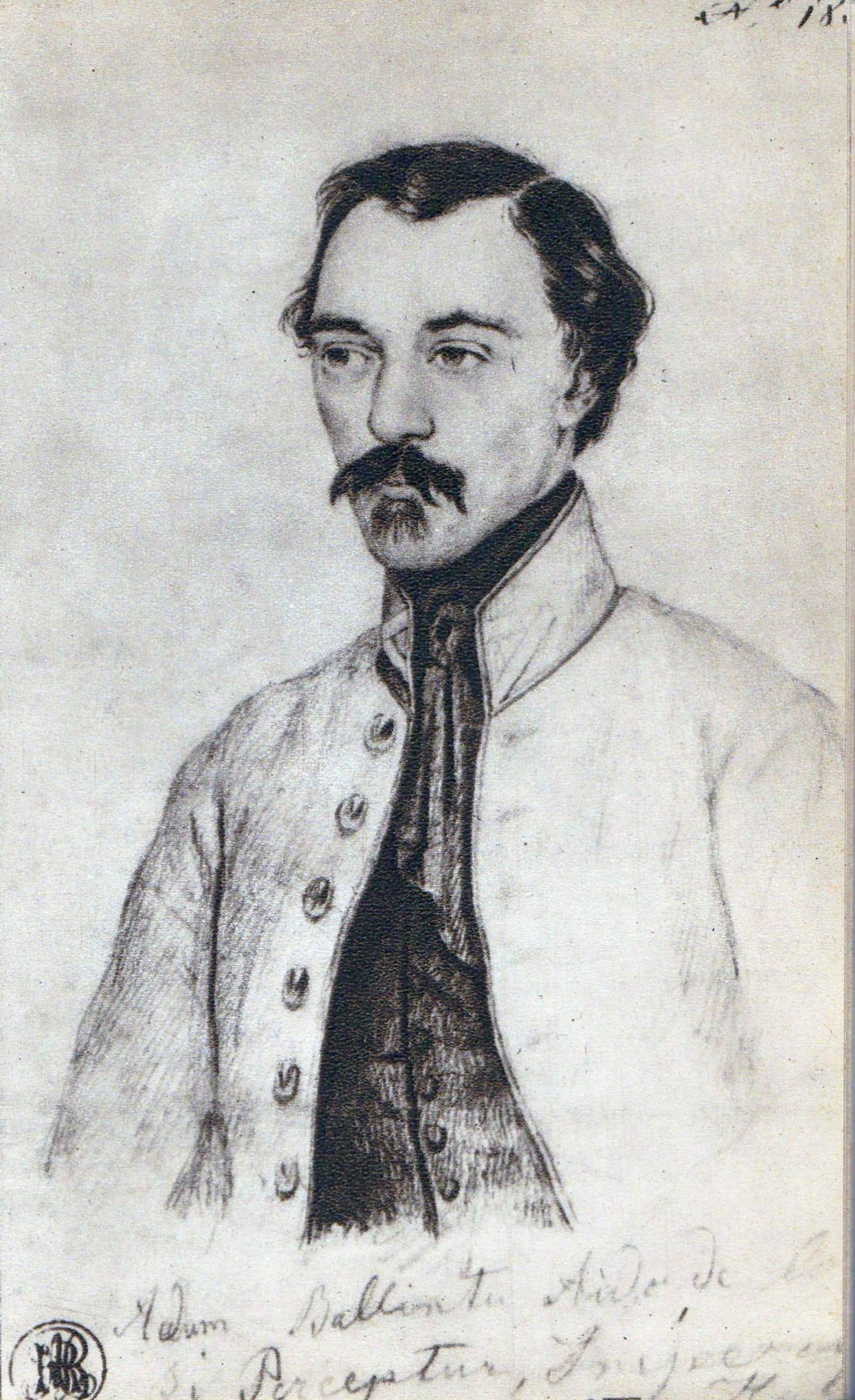
Adam Balint

În periplul parizian de după 1849, Iscovescu a realizat o serie de copii după tablouri de Rubens, Nicolas Poussin, Tizian, Jean-Baptiste Greuze, etc., precum și șapte studii după tematica antică făcute pe hârtie și creion roșu. Există la Muzeul Național de Artă al României și o serie de schițe cu tematică istorică datate în anul 1854. Astăzi, numărul de copii pe care Iscovescu le-a făcut la Paris după mari maeștri, este redus din cauza faptului că Ministerul Artelor a dispus, în anul 1931, răspândirea lor prin diferite licee din România „... nemaisocotindu-le vrednice să rămână în muzee”. Ionel Jianu a considerat că artistul a realizat astfel de copii nu numai pentru propria-i evoluție în domeniul picturii ci și pentru a răspândi morbul artelor în rândul poporului român. Probabil aceeași dorință l-ar fi împins pe Iscovescu cu privire la copiile pe care le-a făcut la gravurile pe care Nicolae Bălcescu le-a descoperit la Biblioteca Națională de la Paris. În aceste gravuri erau înfățișați domnitorii Matei Basarab (după Giovanni Paolo Bianchi), Mihai Viteazul (după Egidius Sadeler), Gheorghe Ștefan (după Gilles Edme Petit), Constantin Șerban (după Marco Boschini) și Constantin Mavrocordat. Scopul acestor copii de domnitori a fost în opinia lui Ionel Jianu un imbold pentru succesul revoluției din 1848.

### Descoperirea operei
La mijlocul secolului al XIX-lea, principatele românești se găseau în faza de început a capitalismului și evenimentele petrecute în anul 1848 au reprezentat pentru români lupta pentru trezirea sentimentului național, sentiment care s-a constituit a fi una din caracteristicile esențiale ale realităților din acele vremuri. Acest fapt a fost oglindit strălucitor în operele pe care le-au înfăptuit pictorii revoluționari Barbu Iscovescu, Ion Negulici și Constantin Daniel Rosenthal, în literatura epocii precum și în întreaga mișcare culturală din țările române. S-a dovedit, odată cu trecerea timpului, că cei trei pictori au fost exponenții concepției despre artă în acea perioadă revoluționară. Ei au răspândit prin opera lor ideile revoluției sprijinind în același timp lupta pentru libertate și identitate națională.

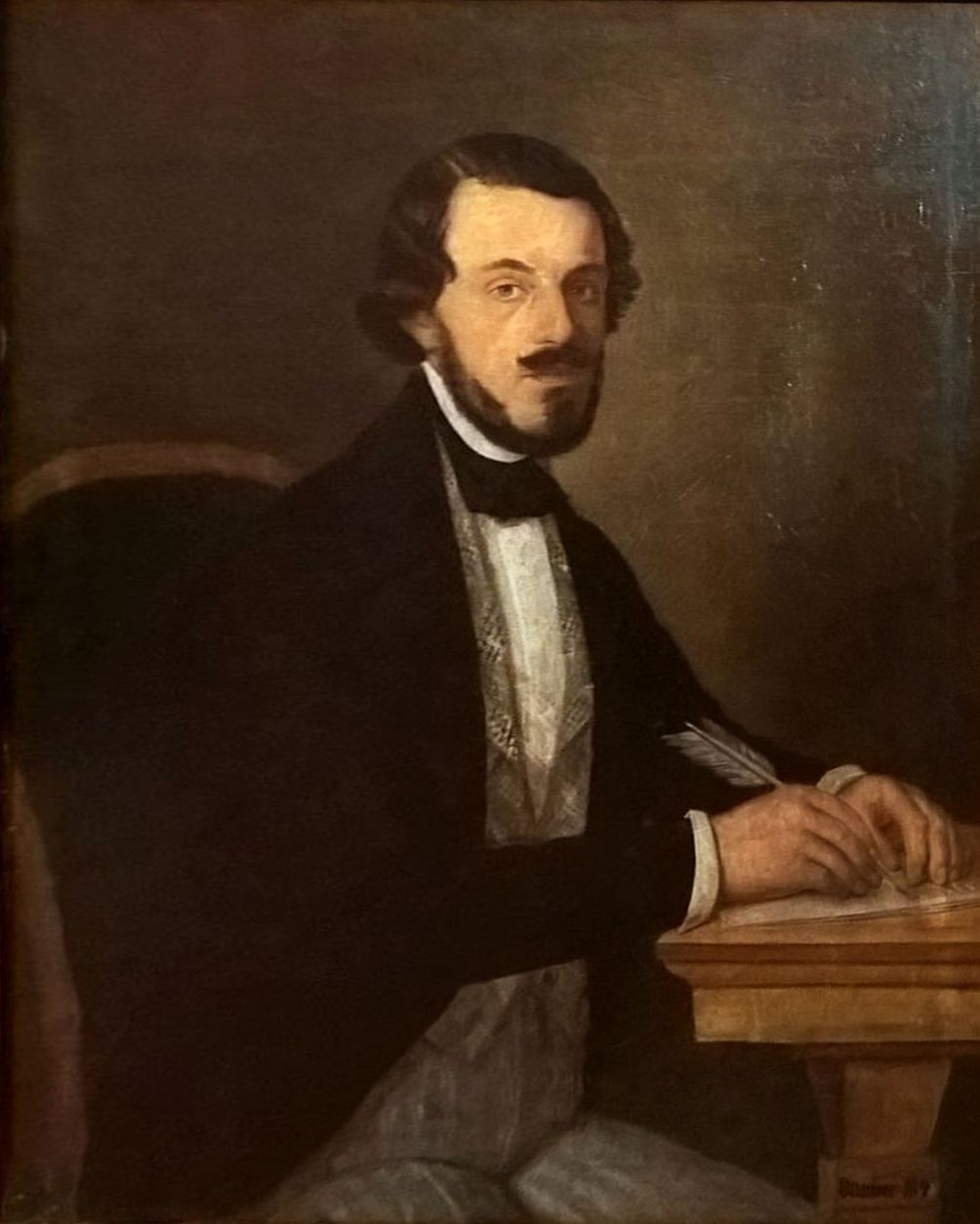
Bărbat scriind la masă - cunoscut și sub numele de Portret de revoluționar - aflat astăzi la Muzeul Național de Artă al României

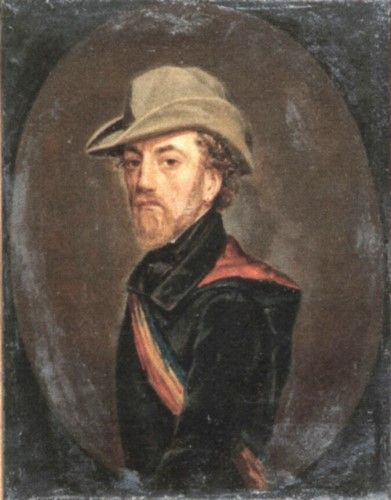
Nicolae Golescu

Asemănările dintre cei trei pictori revoluționari sunt de înțeles și foarte firești în sensul că toți au participat la mișcarea din 1848 și și-au definit opera conform cu ideile progresiste ale acesteia. Toți au fost animați de patriotism și s-au ridicat împotriva sistemului existent și toți și-au pus deasupra intereselor personale pe cele ale revoluției, fiind gata de orice jertfă, fiind cuprinși de o abnegație sublimă, fapt care a dat vieții lor un avânt romantic și un nimb de poezie.
Asupra lui Barbu Iscovescu s-a așternut cel mai necruțător uitarea, astfel el este considerat cel mai nedreptățit dintre cei trei, cu toate că se consideră, în același timp, că el ar fi fost ocupantul locului fruntaș al grupului. 
Fiind bolnav la Istanbul și având sentimentul că va muri în curând, el și-a exprimat ultima lui voință câtorva prieteni care s-au adunat lângă patul său. El a lăsat moștenire toate lucrările sale originale Muzeului Național din București. A durat trei ani până acestea au ajuns la București și încă șase ani până când o comisie a făcut inventarul și a luat o decizie cu privire la modul în care să folosească această colecție. Câteva picturi au fost acceptate pentru a fi expuse la Muzeul de Artă. Unele litografii și albume de artă au fost trimise la nou înființata Școală de Arte Plastice ca material documentar pentru elevi. A fost destul de ciudat că cea mai importantă parte a colecției sale care conținea portretele revoluționarilor din Transilvania a fost considerată mai puțin importantă. Toate lucrările au fost adunate și sigilate într-un portofoliu special și s-a dispus ca să nu fie expuse sau arătate elevilor. Etichetate ca „opere inutile”, aceste magistrale portrete au fost descoperite patruzeci și cinci de ani mai târziu și în cele din urmă și-au găsit locul pe care îl meritau la Muzeul Național de Artă.

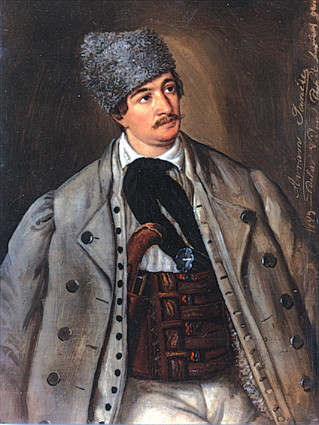
Portretul lui Avram Iancu de la Vidra, Prefect aurar gen

Aproape întreaga operă rămasă moștenire din partea lui Iscovescu a fost aruncată, în trecut, într-un colț mizer al Bibliotecii Centrale a Statului, printre materialele deteriorate și date la o parte, într-o mapă pe care scria „lucruri netrebuitoare”. În anul 1901, Biblioteca Centrală a Statului a fost cedată Academiei Române. Cu această ocazie, o dată cu întocmirea inventarelor necesare materialelor preluate de către Academie, angajații au descoperit mapa lui Barbu Iscovescu și au găsit opera în integralitatea ei cu mențiunea „170 bucăți neimportante, 9 pe pânză din 11 presupuse a fi”. S-au găsit în mapă portretele lui Avram Iancu de la Vidra, Ioan Buteanu din Fîntîna Codrului, Simion Balint de la Roșia Abrudului, Adam Balint, Nicolae Solomon, Petru Dobra, Nicolae Golescu, Dimitrie Bolintineanu, Niță Magheru, eroii răscoalei moților de la 1848, revoluționari valahi, 17 peisaje și alte desene, 10 portrete ale revoluționarilor sârbi din Semlin precum și copii și însemnări de mare valoare artistică și istorică. Conform informațiilor pe care biograful Marin Nicolau le-a făcut, reiese faptul că Mapa lui Iscovescu, în anul 1901 - 1902 când Biblioteca Centrală le-a cedat Academiei, conținea un număr de 328 de lucrări.
În „Catalogul de tablouri și aquarele espuse în Pinecatoteca din București (1878)”, figurau următoarele lucrări ale lui Iscovescu, lăsate pinacotecii de artist:
- 3 picturi pe pânză: 1. Depunerea în mormânt (copie după Tițian), 2. Cruche cassée (copie după Greus), 3. Crist cu crucea (copie după Tițian)
- 16 schițe: 1. Ciuma (fragment din acest tablou după Poussin), 2. Madona Ambrosia (Școala italiană), 3. încoronarea Mariei de Medicis (copie după Rubens), 4. Ieșirea lui Ionatan din chit (copie) 5. Triumful Junonei (copie după Rubens), 6. Christ la ușa Vameșului (copie), 7. Binecuvântarea lui Iacob (id.), 8. Saturn (copie după Rubens), 9. O nimfă și satiri (copie după Tițian), 10. O sfântă familie (id.), 11. Peisaj (studiu), 12. Logodna Madonei cu Iosef (copie), 13 O Marină (copie), 14. O familie (copie după Rubens), 15. O familie (subiect mitologic, copie) și 16. O sfântă familie (copie după Rubens).

Pe lângă acestea, pictorul a lăsat Pinacotecii 1 studiu după natură și 7 studii după stilul antic executate pe hârtie și cu creion roșu.

## Varia

### Controverse, incertitudini

#### Copilăria, vocația
De-a lungul timpului, anul nașterii lui Barbu Iscovescu a fost disputat între cei care au analizat viața și opera sa. Astfel, P. Ionescu a publicat în anul 1878 un Catalog de tablouri, statuie și aquarele expuse în pinacoteca din București, în care a menționat că revoluționarul Iscovescu s-ar fi născut în anul 1817, luna și ziua fiind aceleași - 24 noiembrie. Începând cu anul 1939 când Marin Nicolau a publicat biografia lui Barbu Iscovescu, acesta s-a pus de acord cu majoritatea criticilor (după propriile declarații din biografie) și a acceptat data de 24 noiembrie 1816 ca fiind data nașterii artistului.

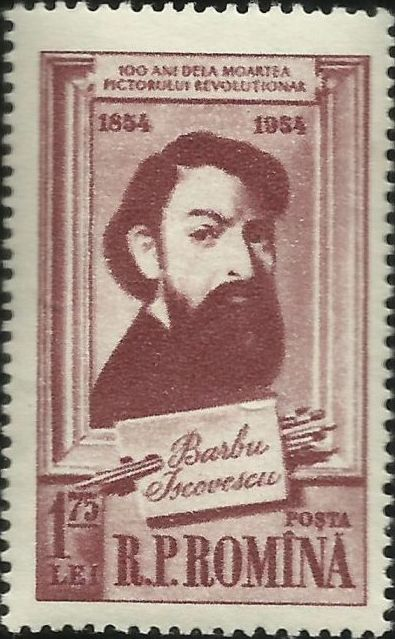
Timbru emis de Poșta Română în anul 1954, cu ocazia împlinirii a 100 de ani de la moartea lui Barbu Iscovescu

Încă de copil, el a învățat meșteșugul zugrăvitului de la tatăl său și de la meșteri mari nemți din București. În acele vremuri, Bucureștiul trecea prin mari transformări edilitare datorită cărora aspectul său începea să-i dea aliura unui oraș mare. Provenind dintr-o familie numeroasă și săracă, Barbu Iscovescu era preocupat să realizeze cu multă migală iconițe pe care le vindea pe bani puțini pe stradă sau pe lângă sălile de spectacole apărute peste noapte. Așa era sala lui Momulo, unde veneau trupe de actori străini ce țineau reprezentații în fața unui public ce începea să fie priceput în deosebirea artei adevărate de cea contrafăcută.
Studiile făcute de biografii lui Iscovescu nu au putut duce la identificarea parcursului educațional al acestuia și mai ales a modului cum a evoluat el în domeniul picturii în perioada copilăriei și a adolescenței. Marin Nicolau a făcut presupuneri fără a aduce surse credibile, cum că Barbu Iscovescu ar fi urmat cursurile vreunei școli elementare bucureștene după care poate a fost elev la Colegiul Sfântul Sava, fiind coleg cu Nicolae Bălcescu. Tot Nicolau și-a exprimat rezerva asupra propriei ipoteze aducând argumentul că artistul a făcut parte dintr-o familie foarte săracă care nu-și putea permite asemenea chetuieli de școlarizare. Dan Grigorescu și Marin Nicolau au făcut supoziții vizavi de o presupunere mai apropiată de adevăr care ar enunța faptul că Barbu Iscovescu ar fi fost un autodidact într-ale picturii, tocmai pentru că fundamentul său artistic s-ar regăsi în îndeletnicirea de iconar și pictor de biserici a tatălui său. După cum se știe, în acele vremuri era de notorietate obiceiul ca meșteșugul de zugrav să se moștenească în mod tradițional din tată-n fiu, ca principală ocupație meșteșugărească.
Biografii menționați mai sus, au presupus că Iscovescu ar fi văzut lucrările lui Carol Wallenstein de Vella în muzeul pe care acesta l-a deschis în incinta Colegiului Sfântul Sava încă din anul 1835. Datorită faptului că în copilăria sa Iscovescu a fost martorul unei tendințe înnoitoare care se manifesta în București printr-o cerere crescândă de tablouri, în special portrete, precum și a apariției primelor gazete și organizarea primelor spectacole de teatru în limba română, este imposibil de crezut că acesta nu a remarcat avântul pe care artele l-au luat. Pictura a devenit vedeta artelor tocmai din aceste motive la care s-a adăugat și transformarea modului de viață urban, a stilului vestimentar, a mobilei și a decorațiunilor interioare. Între anii 1830 - 1840 s-a constatat, istoric vorbind, o afluență importantă a pictorilor care veneau din Vestul Europei. Scopul lor era realizarea și vânzarea de portrete, care erau principalele produse comerciale de artă care se cereau pe piață. În acest sens este de amintit pictorul Miklós Barabás care a făcut și vândut în trei ani (1830 - 1833) peste 120 de lucrări și, remarcabil de precizat, în anul 1836 pictorul Joseph August Schoefft a deschis prima expoziție de pictură din București și din Țara Românească, în sala mare a Colegiului Sfântul Sava. Ucenic de iconar și de pictor de biserici și beneficiar al unei atmosfere artistice în plin avânt, se pare că acesta ar fi modul în care, atodidact fiind, Iscovescu ar fi evoluat artistic în perioada sa de început.

#### Studii la Viena
Toate opiniile biografilor săi au gravitat în jurul ideii că Barbu Iscovescu nu s-a putut mulțumi cu ceea ce a învățat în atelierul lui Haim Iscovici și că năzuințele lui erau să devină pictor. Ca urmare, în toamna anului 1835, el a obținut o bursă de studii la Viena, acordată de către banul Mihalache Ghica,[A] pe atunci ministru de interne - denumit Ministrul Trebilor din Lăuntru. Biografii săi au meționat acest lucru fără a aduce vreunul vreo sursă bibliografică bazată pe surse primare de documentare și informația se regăsește în mai toate scrierile care-l privesc pe artist, fără ca cineva să specifice măcar, cine a fost primul care a emis această informație sau dacă informația este o ipoteză sau chiar o realitate de netăgăduit.

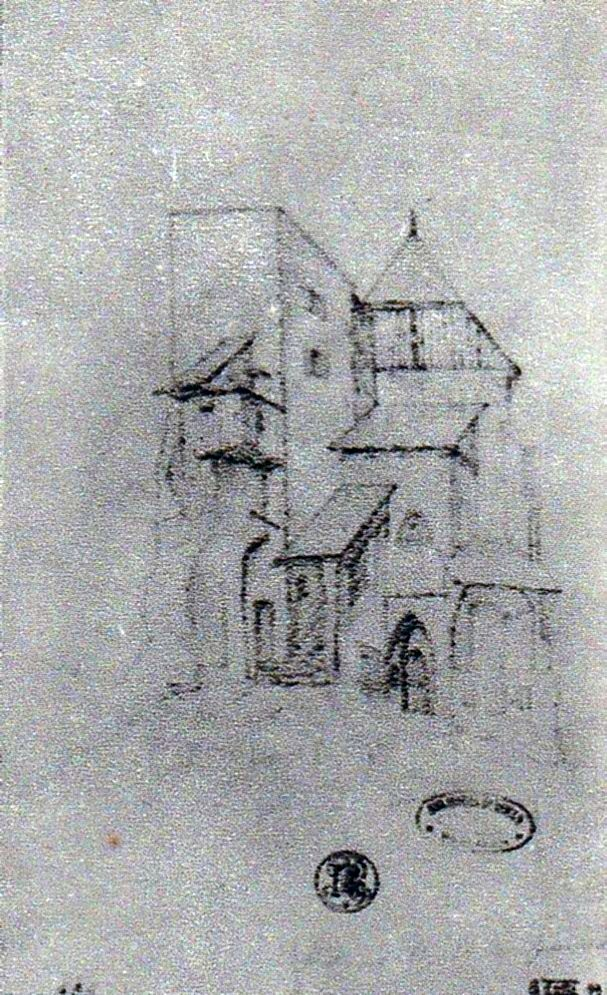
Peisaj din Gmunden

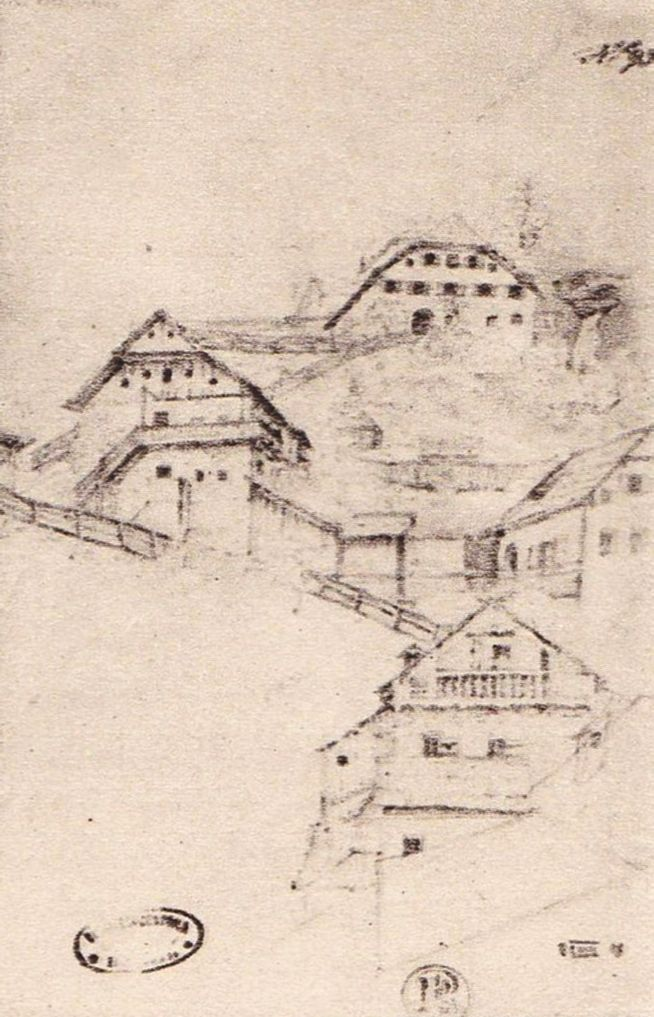
Peisaj din Halstadt

Referitor la perioada studiilor pe care Barbu Iscovescu le-a făcut la Viena există neconcordanțe în aprecierea intervalului de opt ani cât a stat artistul să-și desăvârșească educația. Astfel, Marin Nicolau a evitat a preciza anul obținerii bursei de la Mihalache Ghica| și nu a indicat faptul că Iscovescu ar fi stat opt ani la studii. Ionel Jianu a menționat cu claritate că pictorul ar fi obținut bursa în anul 1839 și a precizat intervalul de opt ani. Dan Grigorescu a pomenit anul acordării bursei ca fiind 1835 și a afirmat că Barbu Iscovescu ar fi stat în Austria șapte ani. Cum, niciunul din biografi nu au precizat sursele care să indice cu certitudine astfel de informații, este de presupus că Ionel Jianu să fi pomenit anul 1839 ca plecare la Viena deoarece a făcut în expunerea vieții vieneze a artistului ipoteza ca Iscovescu a locuit permanent la Viena până în anul 1845 când s-a întors în Banat de-a lungul Dunării și a realizat în același an portretul lui Gherasim Olaresku Chierna. Dan Grigorescu, a socotit perioada de șapte ani pornind de la ipoteza pe care o susține în biografia pe care a dedicat-o pictorului în anul 1973, cum că Iscovescu ar fi fost la studii la Paris începând din 1842 - 1843. El a adus ca sursă antologia Scurta istorie a artelor plastice în R.P.R. care propunea anul 1842 ca anul în care Iscovescu se afla la Paris. Deci, în mod clar, anul plecării la Viena fiind cu șapte ani mai devreme a fost 1835. Cum toți acești biografi nu s-au pus de acord timp de 44 de ani de la publicarea biografiei lui Nicolau până în 1973, anul publicării lucrării lui Dan Grigorescu, în mod logic se poate rezuma doza mare de necunoscut pe care aceștia, și mulți alții, au încercat a o clarifica fără să aibă o bază documentară adecvată unui astfel de demers. În actualul articol, redactorii Wikipedia au optat pentru anul 1835 ca an al plecării la Viena și 1842 ca an al plecării la Paris, conform opiniei lui Dan Grigorescu.
În anul 1835, Barbu Iscovescu a plecat la Viena unde a poposit pe o perioadă de șapte ani, ca urmare a sponsorizării studiilor sale de către banul Mihalache Ghica care i-a acordat o bursă. Artistul a urmat cursurile Academiei de Arte Frumoase de la Viena unde i-a avut ca profesori, după opinia lui Marin Nicolau, pe Josef Danhauser, Johann Ender și Moritz Michael Daffinger. Marin Nicolau nu a adus surse credibile care să ateste afirmația pe care a făcut-o, mențiunea sa fiind argumentată de studierea colectivului didactic pe care academia îl avea în acea perioadă. De asemenea, nu există vreo precizare documentară că artistul ar fi urmat celebra academie din Viena. Informația a fost preluată mai departe în mai toate studiile biografice ale artistului, ea fiind amintită și de Dan Grigorescu în anul 1973, fără ca el să-și asume afirmația ci doar a pomenit indicația lui Nicolau. Ionel Jianu a precizat în plus că în anul 1841, din cauza pierderii funcției de ministru de către Mihalache Ghica, bursa de studii i-a fost anulată, pentru ultimii doi ani 1842 - 1843 neexistând alte precizări ale biografilor care să ateste vreo ipoteză care să amintească sursele de finanțare a șederii lui Iscovescu la Viena. Jianu a făcut totuși o presupunere care emite ipoteza că artistul ar fi trăit din realizarea de decorațiuni de teatru, fapt care l-ar plasa pe Iscovescu printre primii artiști de origine română care au activat în acest gen artistic, el fiind un precursor. Același biograf, nu a spus la ce școală, academie sau atelier și-ar fi făcut Iscovescu studiile, dar a întărit afirmațiile criticilor că artistul și-a desăvârșit educația artistică la Viena, dovadă stând comentariile făcute pe larg cu privire la călătoriile pe care pictorul le-ar fi făcut în jurul capitalei de atunci a imperiului austriac.

#### Studii la Paris
Dan Grigorescu a precizat că Barbu Iscovescu a fost în perioada studiilor sale la Viena pentru o perioadă de doi ani, posibil 1842 - 1843 la Paris. În același timp, biograful a amintit că Marin Nicolau nu a pomenit nimic despre această vizită la Paris a artistului. Această informație este una eronată, deoarece Marin Nicolau a spus cu claritate că despre prima vizită la Paris a pictorului nu se știe absolut nimic, cu toate că a menționat că Iscovescu mai fusese cândva la Paris... chiar în anii de studiu dela Viena. Nicolau a declarat că despre acest episod lipsesc cu desăvârșire orice date , dar presupune că dacă artistul a fost acolo înseamnă că a învățat și limba franceză din moment ce pe portretul lui Adam Ballint a scris aide de l'armée. Ionel Jianu nu a amintit nimic despre primă vizită a lui Iscovescu la Paris. Afirmația făcută de Dan Grigorescu în 1977, se bazează pe o sursă bibliografică care propune ca anul 1842 să fie luat în considerare ca fiind cel în care Iscovescu ar fi plecat pentru prima oară la Paris.

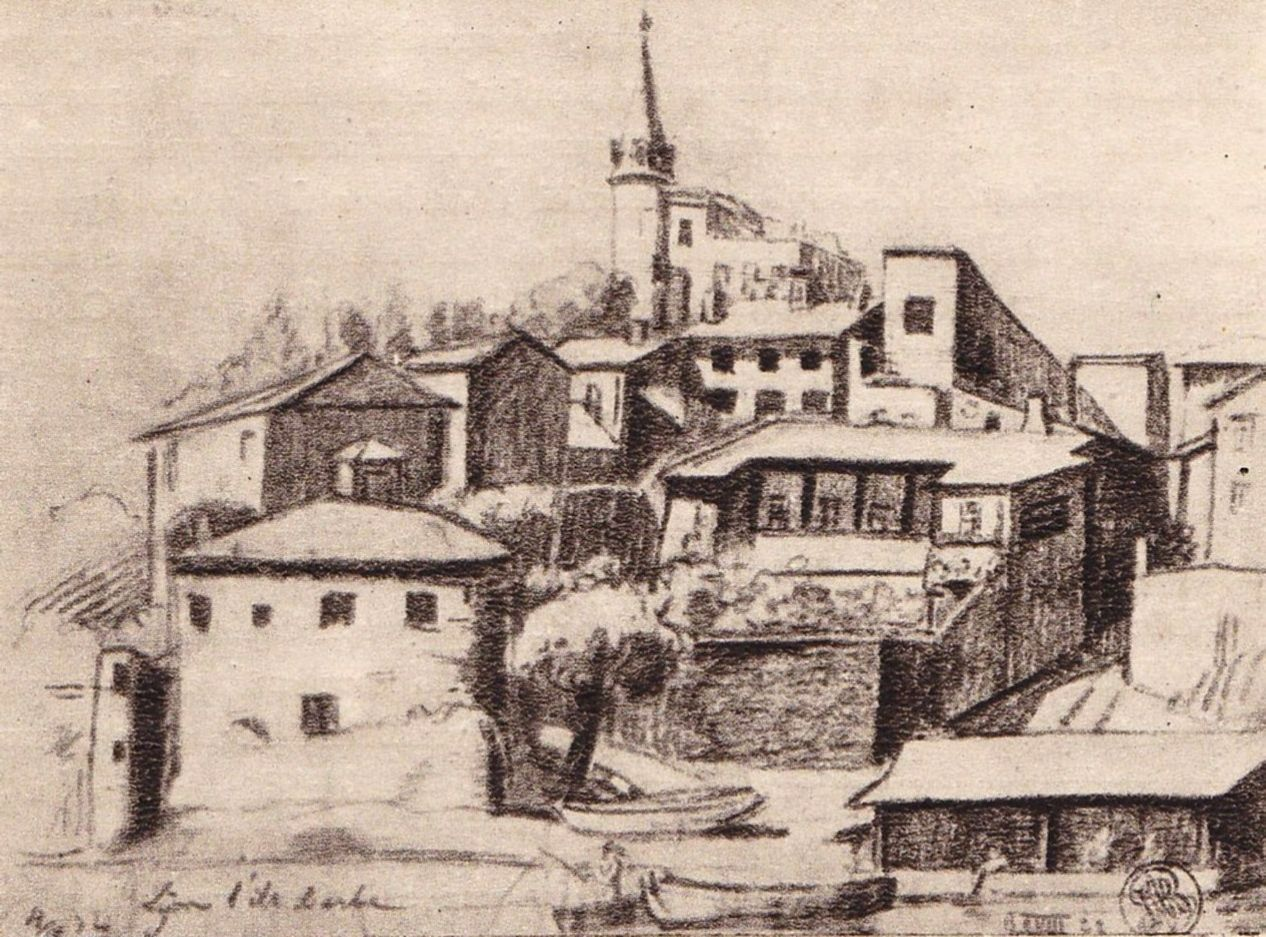
Peisaj din Lyon - l'Ile Barbe

Dacă Barbu Iscovescu ar fi fost la Paris în perioada 1842 - 1843, Dan Grigorescu a precizat că nu s-a constatat niciun rezultat vizibil în formarea artistică a acestuia. Desenele pe care pictorul le-a realizat imediat după această perioadă nu arată o evoluție sau vreo transformare a stilului și de aceea părerea lui Grigorescu a fost că totuși ... nu se poate stabili cu siguranță că Barbu a trecut pe la Paris sau, cel puțin, că ar fi urmat studii sistematice la vreunul din profesorii vremii.
În anul 1849, Iscovescu a plecat la Paris unde a lucrat în atelierele maeștrilor pictorii Michel Martin Drolling și François-Édouard Picot, acest eveniment fiind confirmat de toți biografii pictorului. Dan Grigorescu și Marin Nicolau au folosit aceeași sursă bibliografică a Luciei Dracopol-Ispir din anul 1939, fără a aduce detalii suplimentare în acestă direcție. Grigorescu a susținut ideea că Iscovescu ar fi stat la Paris timp de trei ani de zile, adică până în anul 1852, timp în care a făcut copii[B] după mari maeștri ai picturii secolelor XVI și XVII.
Marin Nicolau a afirmat că prezența lui Iscovescu în atelierele maeștrilor francezi a fost o realitate, folosind și el sursa Luciei Ispir. După o descriere sumară a creației artistice realizate de Drolling, Nicolau a comentat despre copia realizată de Iscovescu după plafonul bisericii Val de Grâce, plafon care are o pictură murală făcută de către Pierre Mignard, emițând ipoteza că Drolling l-ar fi determinat să picteze o astfel de tematică. Copia pe care Iscovescu a făcut-o se află astăzi la Academia Română în mapa artelor plastice - CXXIX. Atât Marin Nicolau cât și Grigorescu au menționat faptul că artistul român nu era satisfăcut de academismul lui Drolling și de aceea ar fi migrat spre Picot, care deși nu era el un partizan înfocat al înnoirii romantice, avea orizonturi mai largi în privința realizării compozițiilor caracterizate de un echilibru mai pregnant dintre culoare și desen. Aceste afirmații, atât la Nicolau, cât și la Grigorescu nu au trimiteri către surse și par mai mult comentarii comparative generale ale celor doi mari maeștri francezi.

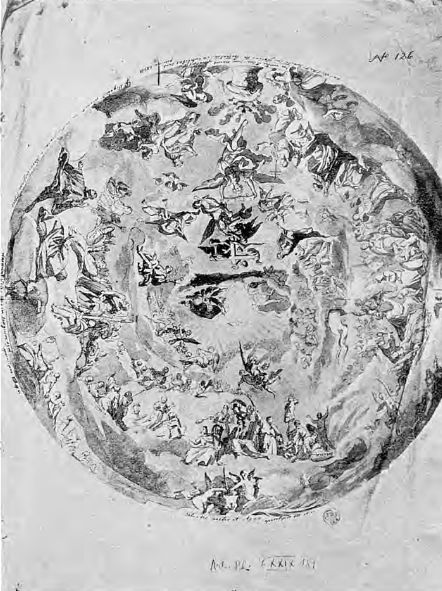
Copie după plafonul bisericii Val de Grâce de Pierre Mignard

În opinia lui Ionel Jianu, Iscovescu l-ar fi întâlnit pe Theodor Aman în atelierele lui Drolling și Picot, deoarece și acesta s-a stabilit la Paris în aceeași perioadă și a urmat cursuri de pictură cu aceiași maeștri. Ionel Jianu nu a adus surse bibliografice care să ateste acest lucru. Dan Grigorescu a amintit și el aceeași informație cum că Barbu Iscovescu s-ar fi cunoscut cu Theodor Aman la Paris fără a aduce alte detalii sau referințe documentare. Grigorescu a mai adus o precizare vis-a-vis de viața plină de lipsuri pe care artistul ar fi dus-o în capitala Franței. Astfel, a indicat ca sursă o scrisoare (datată în 19 februarie 1850) adresată lui Ștefan Golescu de către un tânăr Scarlat Fălcoianu prin care acesta din urmă îl ruga pe Golescu să-i acorde lui Iscovescu un ajutor de 16 galbeni, această valoare convertită în franci francezi fiind o sumă destul de importantă în acele timpuri.
Mai departe, Jianu a considerat că Iscovescu nu ar fi avut timp pentru valorificarea învățămintelor pe care maeștrii francezi i le-ar fi transmis în meșteșugul picturii. El a menționat faptul că din puținele lucrări care au rămas posterității din această perioadă pariziană, nu se poate aprecia cu certitudine vreo influență a studiilor pe care artistul le-ar fi făcut în capitala Franței. Totuși, Jianu a opinat că peisajul din Lyon și mai ales lucrarea intitulată Cazarma lui David Pașa, datată la 17 mai 1854, s-ar constitui în niște dovezi de compoziții ample în primul rând dezvoltate în privința perspectivei afișată, ele fiind creații compoziționale bine închegate care desfășoară privitorului o linie mai sigură decât în majoritatea tablourilor precedente. Tot Jianu și-a exprimat părerea că schițele cu tematică istorică aflate la Muzeul Național de Artă al României aduc dovada preocupării lui Barbu Iscovescu pentru realizarea unor lucrări monumentale care să conțină într-însele toate cunoștințele pe care le-ar fi dobândit la Paris.
Pe de altă parte Dan Grigorescu a amintit aceleași informații ca și Jianu vis-a-vis de copiile după gravurile domnitorilor românii, susținând aceeași ipoteză. În plus, Grigorescu a pomenit ipoteza lui George Oprescu cum că aceste desene ar fi fost făcute de Iscovescu în prima sa vizită la Paris din perioada, incertă de altfel, 1842 - 1843.

#### Drumul pe Dunăre: Viena - Banat
Din desenele care au rămas în mapa Academiei a rezultat faptul că Barbu Iscovescu a executat lucrări de grafică neterminată prin peregrinările sale de-a lungul Dunării de după anul 1840, la Linz (vezi Biserica din Mathausen) și în zona montană a regiunii Salzkammergut (vezi desenele din Gmunden și Hallstadt). În anul 1845, Iscovescu a făcut chiar, o călătorie care a avut punctul de plecare Viena și cel de sosire Banatul românesc. Se pare că, după precizările lui Ionel Jianu, această lungă călătorie i-a fost sugerată artistului de către un prieten bănățean de-al lui din Viena, prieten care i-a dat și recomandări pentru ca să-și găsească de lucru. Afirmația este susținută de primul portret care a rămas de la Iscovescu, datat de acesta în ziua de 1 mai 1845, Lugoj, și care-l înfățișează pe un bărbat matur, probabil care aparținea burgheziei. Jianu cataloghează acest desen ca un studiu de portret și el este intitulat Gherasim Olaresku Chierna.
Un al doilea drum de la Viena spre Banat artistul l-a făcut în anul 1847, așa cum rezultă din biografia lui Ionel Jianu, folosind un vapor fluvial, care era mai puțin costisitor financiar. Marin Nicolau a preluat informația lui George Oprescu care a menționat că Iscovescu s-a întors în Banat în 1847 și și-a expimat îndoiala că artistul ar fi stat doi ani în Banat, din 1845 până în 1847, pentru a ajunge apoi în Craiova unde, poate, l-a întâlnit pe Constantin Lecca.

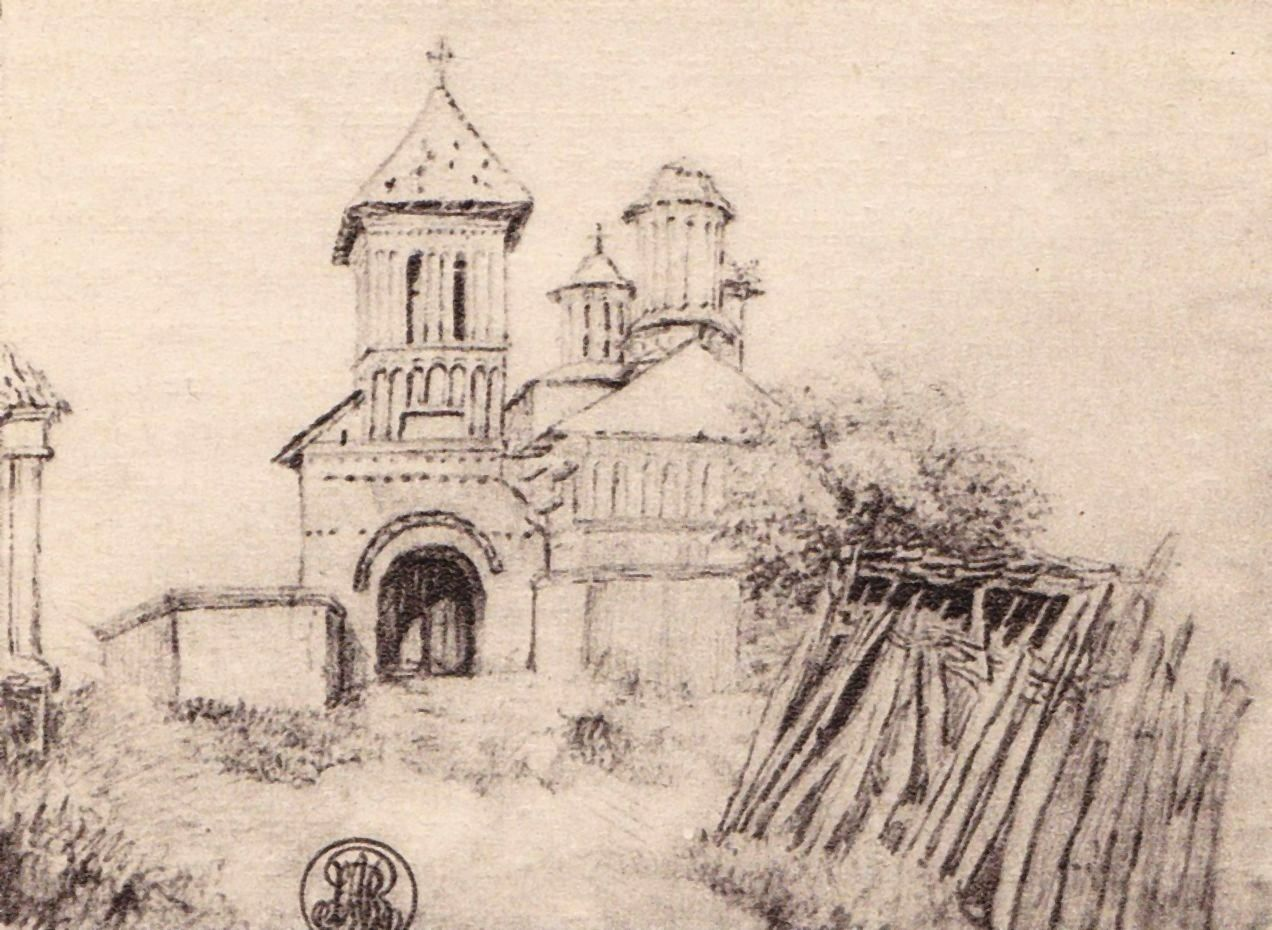
Biserică din Craiova
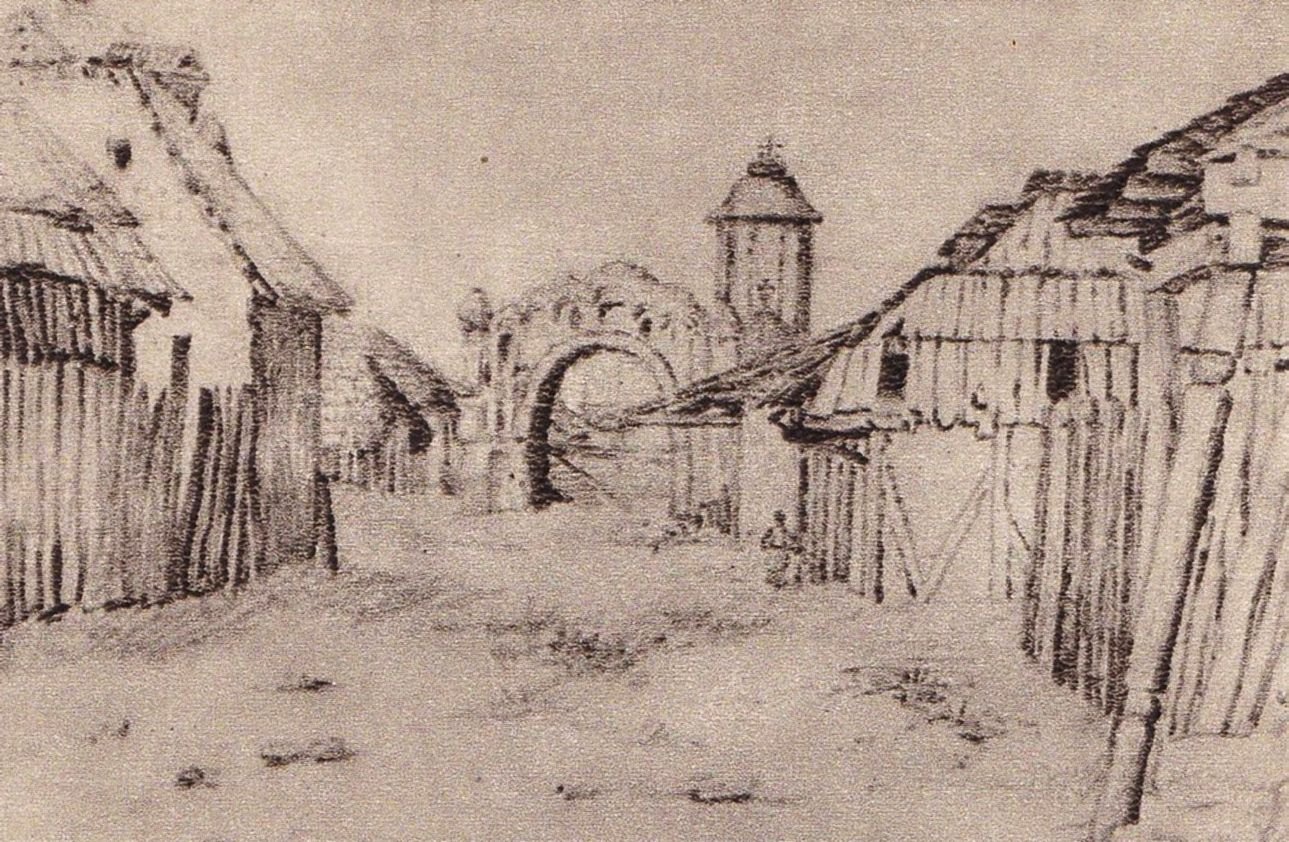
Peisaj din Craiova
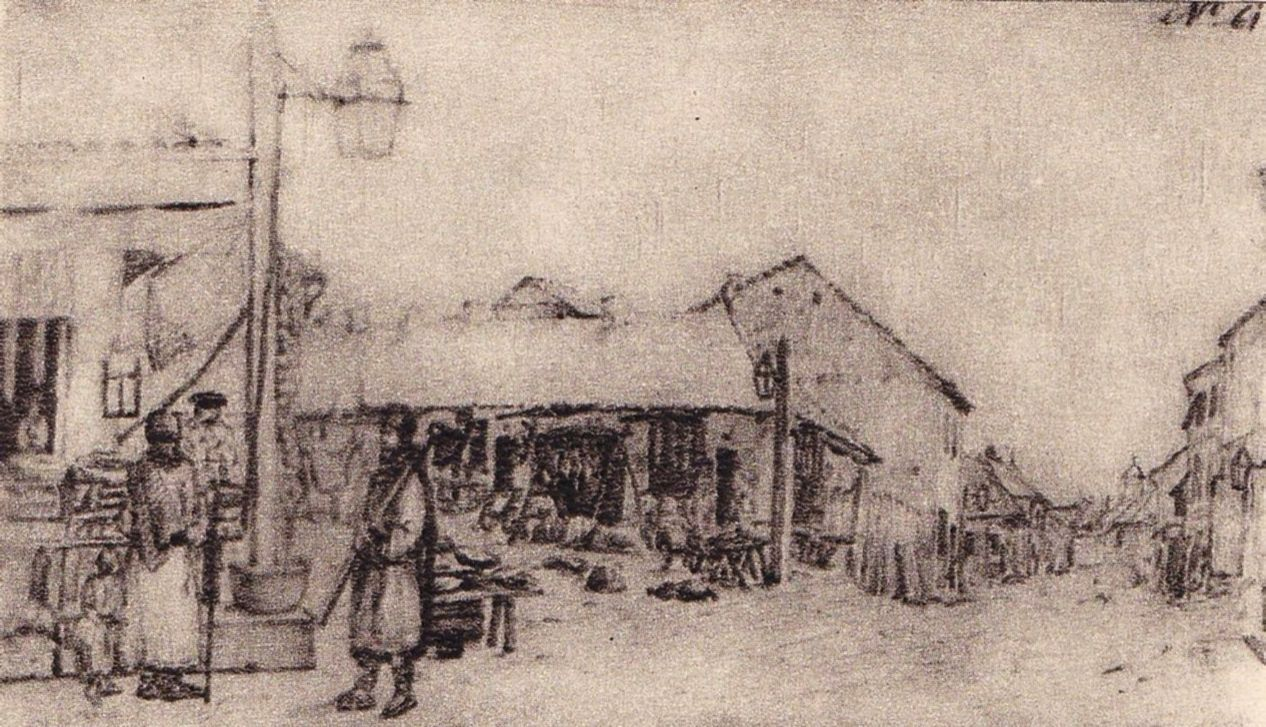
Stradă din Craiova
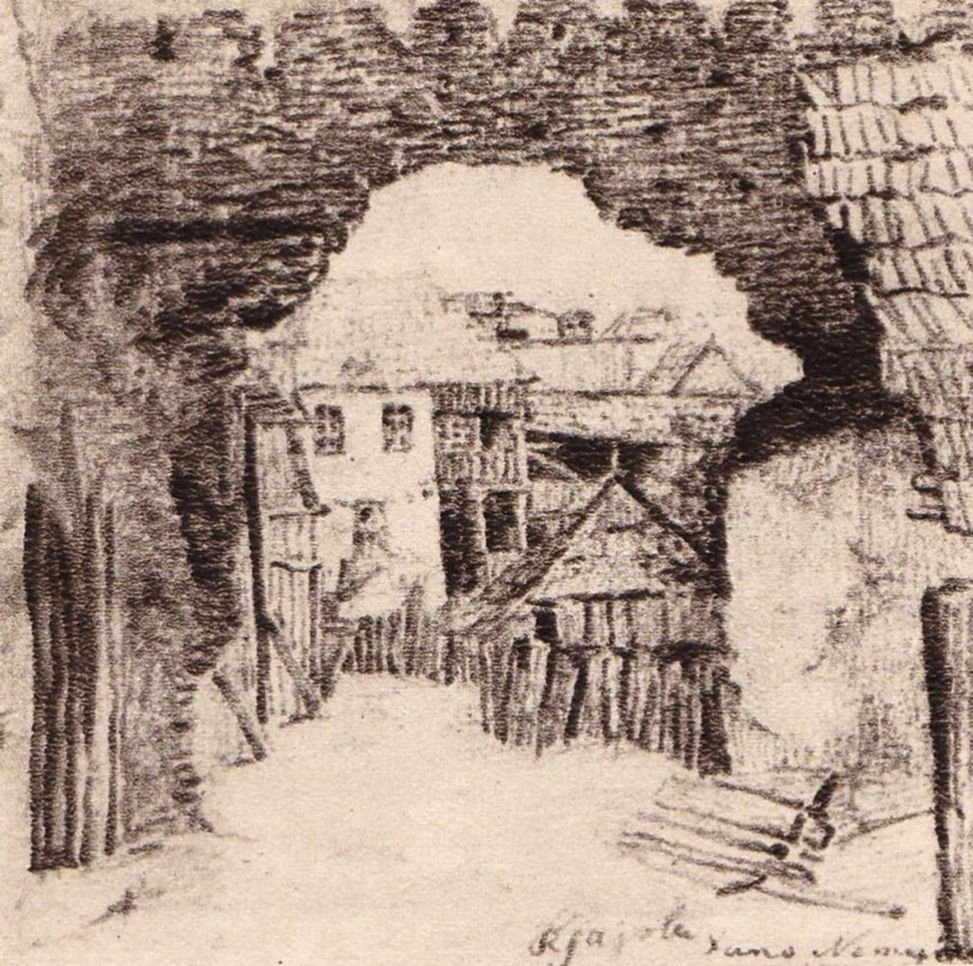
Hanul nemțesc din Craiova
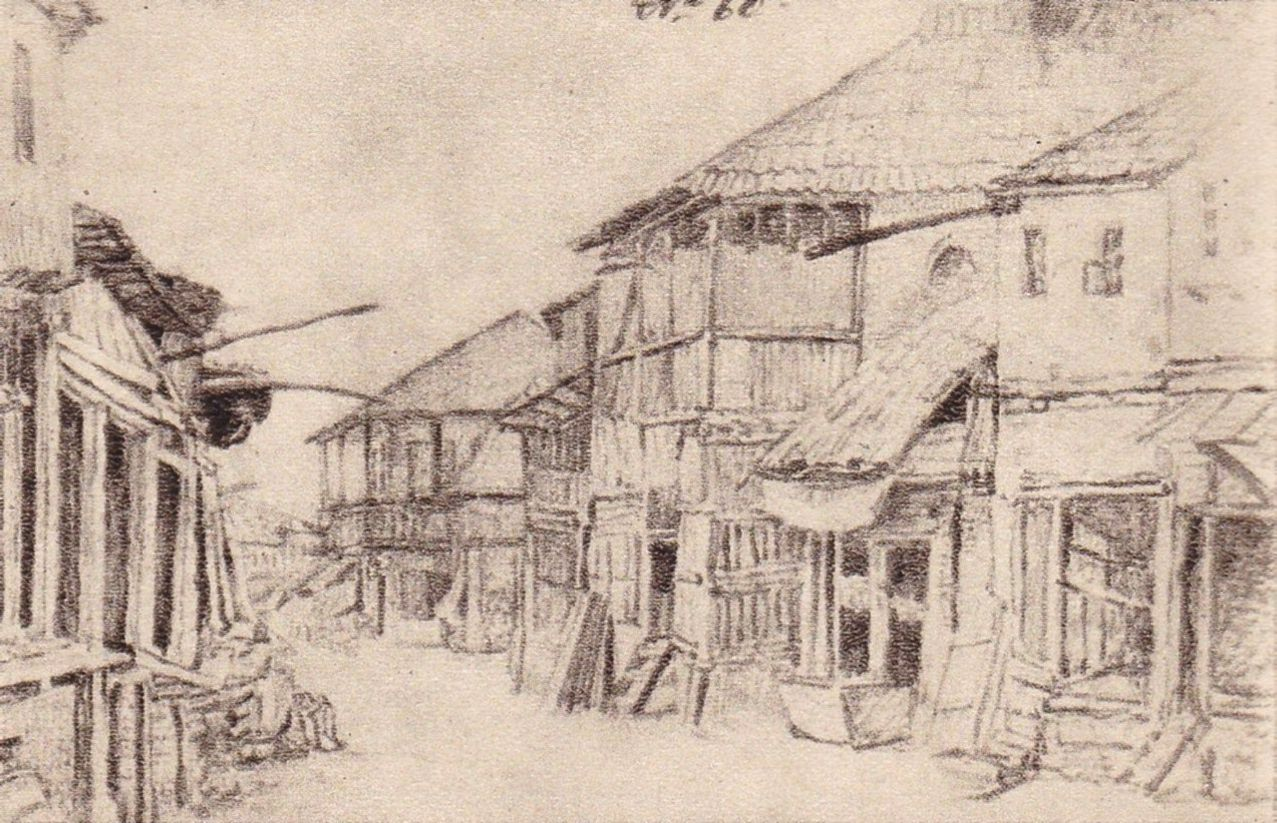
Uliță veche din Craiova

Drumul făcut de Iscovescu spre București din 1847 ar fi trecut și prin Craiova, dovadă stând desenele pe care pictorul le-a datat și le-a făcut acolo. Au rămas posterității cinci schițe din acel an care înfățișează peisaje ale locului: patru pe aceeași foaie de hârtie, al cincilea separat pe o coală și în plus de acestea o priveliște din Slatina care este o imagine a poștei diligenței spre București. Toate aceste schițe au fost datate de către artist cu anul 1847 și privindu-le critic, ele sunt mai evoluate, cu o linie mai vibrantă și mai largă, mai vie și mai sigura ca cele executate în Austria.
Dan Grigorescu a confirmat ipoteza că în anul 1845 pictorul Iscovescu ar fi plecat de la Viena în Banat mergând în josul Dunării fără a da detalii despre modalitatea de transport. Grigorescu nu a făcut nicio supoziție referitoare la o altă deplasare pe care Iscovescu ar fi făcut-o de la Viena în Banat sau la Craiova. El a precizat doar că în anul 1847, Barbu Iscovescu se afla în Craiova. Ținând cont de amalgamul de ipoteze și comentarii referitoare la acest subiect, abordarea lui Grigorescu pare cea mai plauzibilă în condițiile în care niciunul nu a adus vreo sursă în acest sens. Dan Grigorescu s-a rezumat la evidența datărilor pe care artistul le-a făcut schițelor de peisaje de la Craiova din anul 1847.

#### Steagul tricolor al revoluției din 1848
Asupra realizării pentru prima dată a steagului tricolor al revoluției de la 1848 pe care s-a scris deviza Frăției - Dreptate - Frăție, planează anumite incertitudini legate de fondul documentar care ar certifica fără echivoc faptul că autorul lui ar fi Barbu Iscovescu. Există o unanimitate de păreri a biografilor vieții lui Iscovescu cum că acesta ar fi purtat steagul în data de 11 iunie 1848 când mulțimea a înconjurat palatul lui Bibescu Vodă, fără ca vreunul din ei să menționeze o sursă autentică.

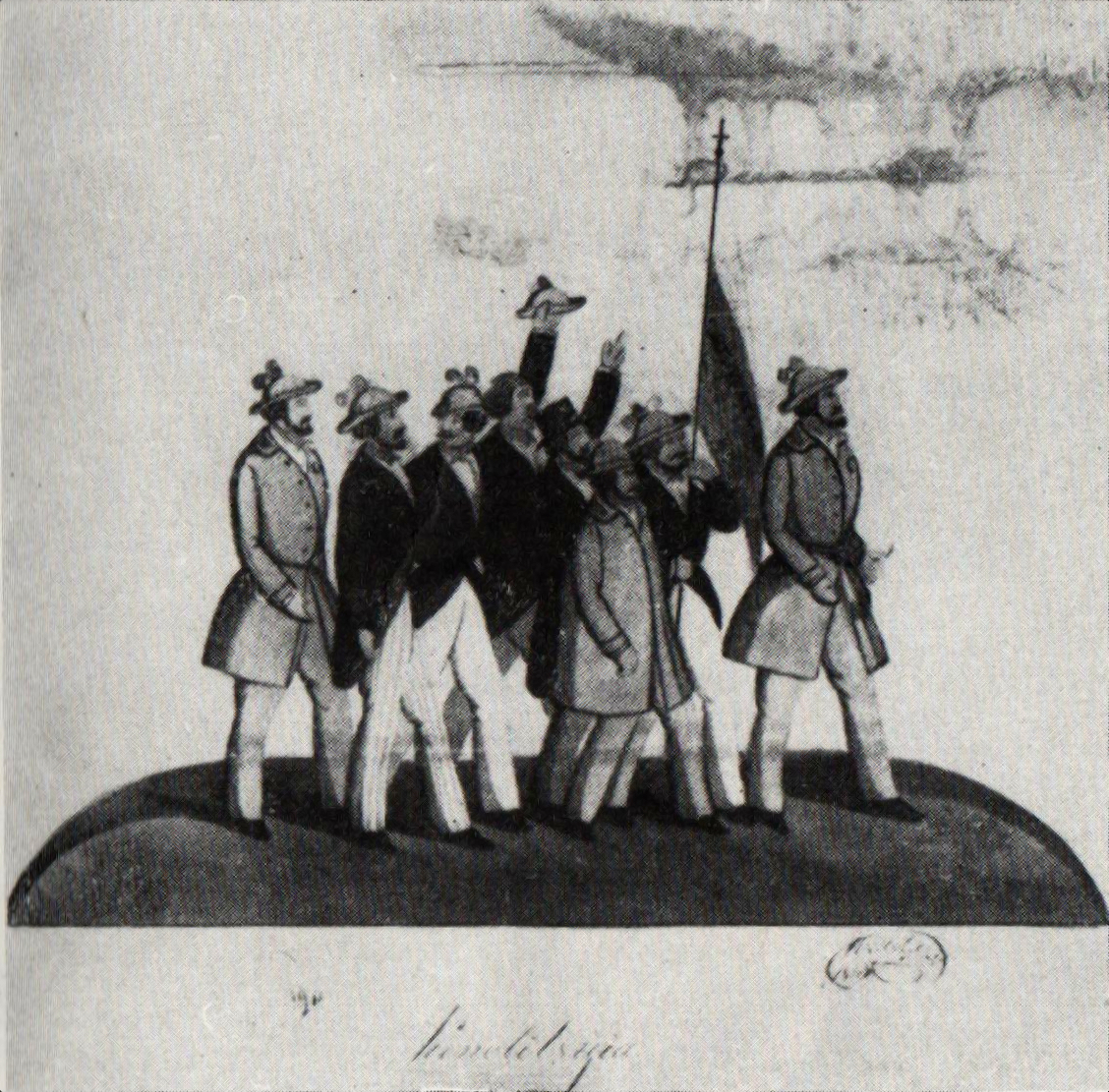
Tricolorul revoluției din 1848 - acuarelă de Costache Petrescu aflată la Academia Română, direcția de stampe.

Astfel, Marin Nicolau a amintit că Iscovescu ar fi primit comanda realizării drapelului de la prietenul lui Gârleșteanu, pe care l-a cunoscut cu trei ani în urmă la Viena, fără a preciza sursa informației. Mai departe, Nicolau a specificat clar că nu se știe cum a conceput artistul steagul, deoarece astfel de stindarde erau o obișnuință a acelor vremuri, fiecare organizație negustorească având așa ceva. Nicolau mai precizează că deviza a fost ceva special, fiind specifică momentului și indică sursa lui Grigore Zossima. Tot Nicolau a mai amintit că steagul a fost distrus după o lună de zile, la venirea lui Omer Pașa. Marin Nicolau a făcut și ipoteza că în lucrarea cu steagul revoluției a pictorului Costache Petrescu s-ar vedea clar cum l-ar fi conceput Barbu Iscovescu, făcând referire la Academia Română, direcția de stampe (probabil la lucrarea lui Petrescu - n.r.).
Ionel Jianu a argumentat apartenența lui Iscovescu la societatea conspirativă Frăția prin faptul că cineva i-ar fi comandat pictarea steagului revoluției, fără să aducă vreo sursă în acest sens. Mai mult, el a considerat că tot cineva din conducerea Frăției i-ar fi trasat sarcina de a purta stindardul în fruntea maselor revoluționare.
Referitor la aceste informații, Dan Grigorescu a menționat faptul că Barbu Iscovescu era purtătorul steagului pe care singur l-a conceput, fără să specifice că cineva i-ar fi trasat această sarcină. În informațiile lui Grigorescu apare un Iscovescu entuziast care singur și-ar fi făcut stindardul pe care l-a fluturat mulțimii. El era, din zisele biografului, îmbrăcat în haine de sărbătoare cu eșarfă tricoloră la gât și purtând o pălărie împodobită cu pene, așa cum au fost înfățișați revoluționarii de Costache Petrescu în lucrarea sa de la Academie. Dan Grigorescu nu a pomenit niciun fel de sursă documentară în susținerea afirmațiilor sale. Cum Grigorescu a folosit ca bibliografie și lucrarea lui Marin Nicolau din moment ce o amintește ca referință în alte comentarii și sigur a citit biografia realizată în anul 1954 de Ionel Jianu care este lapidară vis-a-vis de acest subiect, înseamnă că, renunțând la specificarea precizărilor făcute de Nicolau în privința misiunii realizării steagului tricolor de către Barbu Iscovescu, afirmațiile acestora din urmă nu au o bază documentară credibilă. Ipoteza acțiunii personale și entuziaste a lui Iscovescu emisă de Grigorescu, deși nu are nicio referință bibliografică și este improbabilă din moment ce există o astfel de divergență de opinii, poate fi cea mai apropiată de adevăr.

#### Misiuni de agent revoluționar

##### Călătoria din Brașov la București
Referitor la misiunile pe care Barbu Iscovescu le-ar fi primit de la fruntașii revoluționari există controverse și incertitudini pe care biografii săi nu le-au putut rezolva din cauza lipsei materialelor documentare care să specifice fără echivoc rolul pe care Iscovescu l-ar fi avut în deplasările sale în străinătate, în Ardeal, în Țara Moților, la Brașov, la Focșani sau București. Elocvent în acest sens stă presupunerea pe care Ionel Jianu o face vis-a-vis de misiunile pe care Iscovescu le-a avut în deplasarea sa de la Brașov la București sau Oltenia în anul 1848. Cum tot Ionel Jianu a precizat că nu există documente care să ateste activitatea lui Iscovescu, altele decât picturile și desenele care au fost descoperite în mapa de la Academia Română, el a menționat că nu se știe dacă artistul a ajuns la București, plecând de la Brașov conform cu lista de cheltuieli a lui Constantin D. Aricescu (opt galbeni; vezi Biografie).

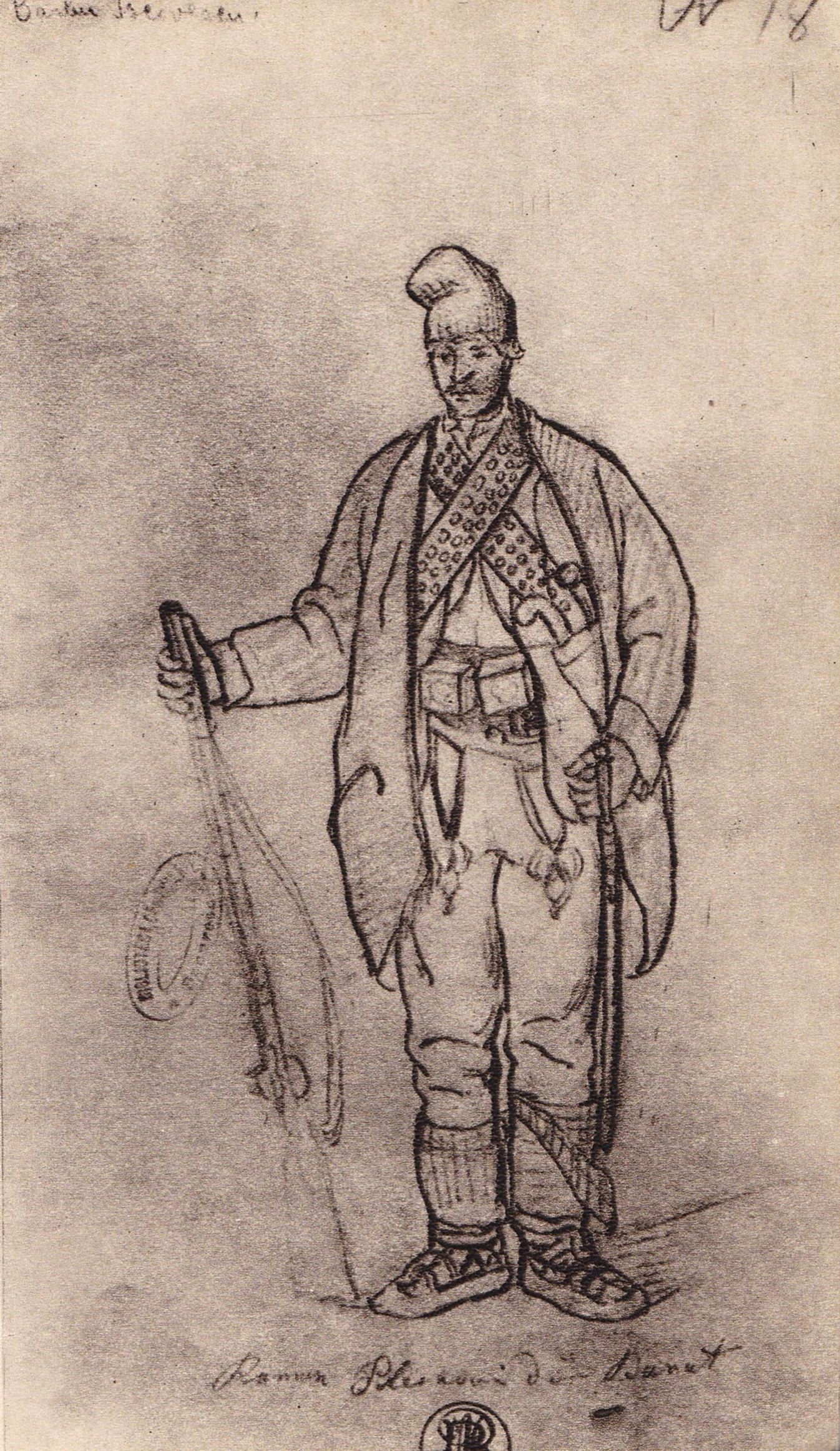
Român plăeș din Banat

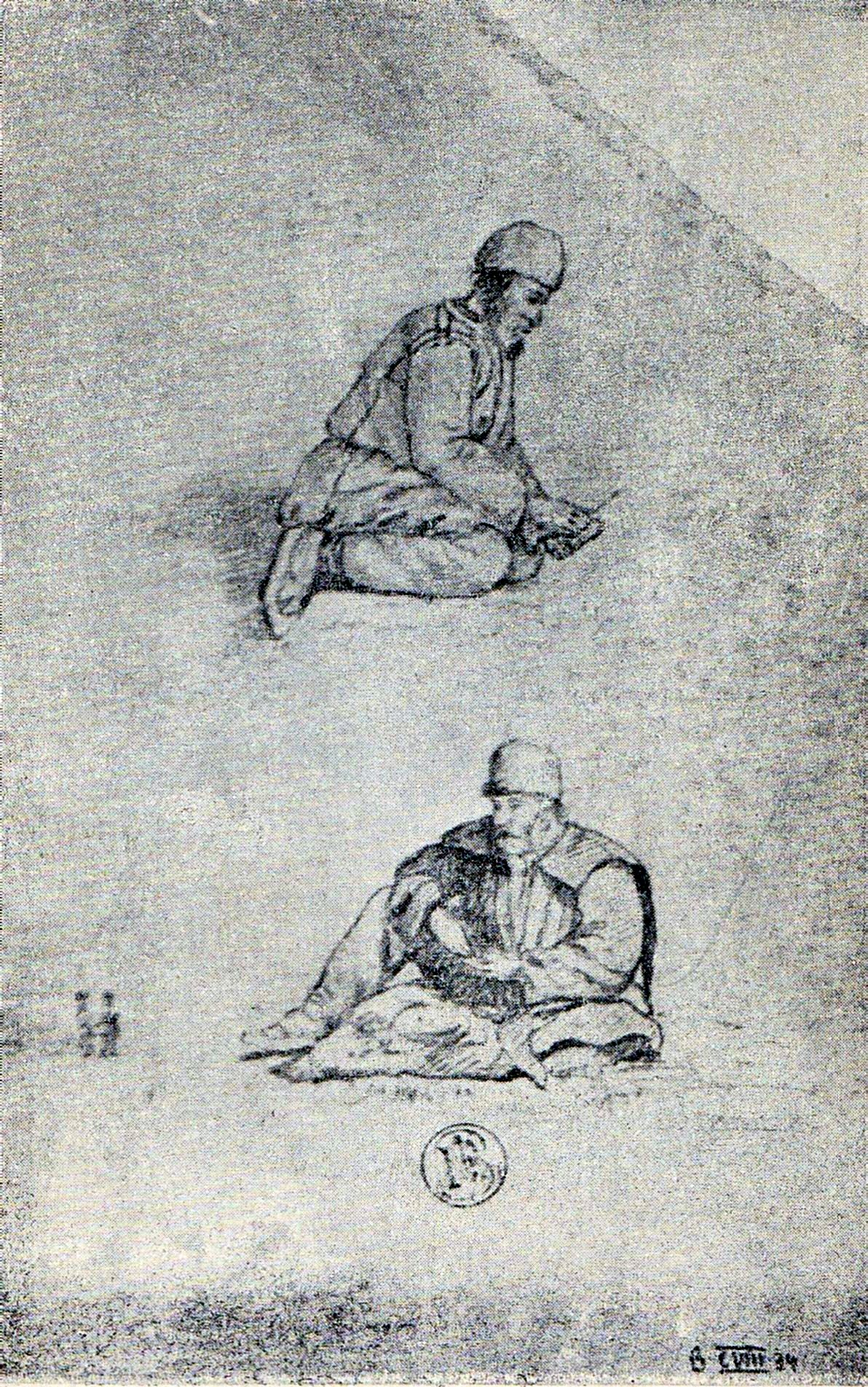
Bătrâni în repaos

Ionel Jianu a presupus că Iscovescu ar fi pătruns în secret, pe sub ascuns în Țara Românească, deoarece acesta era sub interdicție printr-un decret al căimăcămiei. Intrând el, pe sub ascuns, a luat contact cu Gheorghe Magheru care se afla atunci în Oltenia (?). Biograful a adus ca dovadă incontestabilă faptul că a rămas istoriei un desen făcut de Barbu Iscovescu care înfățișează un peisaj din localitatea Turnu Roșu. Se știe că Turnu Roșu este o localitate aflată la intrarea dinspre Ardeal în Valea Oltului, ea fiind un sat de graniță între Ardeal și Țara Românească. Așa a explicat Ionel Jianu deplasarea lui Iscovescu în 1848 spre București, el aflându-se la Brașov. Biograful a mai precizat că prezența la Turnu Roșu a lui Barbu Iscovescu nu se poate explica în alt mod.
Tot Ionel Jianu a adus ideea că Iscovescu s-ar fi întors prin Sibiu în drumul său spre Țara Moților cu misiunea de a lua contact cu șefii mișcării revoluționare, fără a aduce nicio altă dovadă documentară. În plus, Jianu a încercat să găsească o explicație, nesusținută de surse, pentru a afla cum a ajuns Iscovescu la București, nicidecum ce misiune ar fi avut acesta.
Pentru conformitatea incertitudinilor expuse mai sus, referitor la acest episod Dan Grigorescu nu a pomenit nimic, a afirmat doar, că în iarna anului 1848 Iscovescu se afla la Brașov unde lucra împreună cu Ion Negulici la albumul pe care voiau să-l facă cu căpeteniile revoluției, fără să aducă vreo sursă în acest sens. Nu amintește nimic de drumul spre București și așa zisa misiune pe care Iscovescu ar fi avut-o. A menționat situația militară din Ardeal în acel moment și a amintit de desenele pe care Iscovescu le-ar fi făcut în drumul său spre Țara Moților. A indicat conform desenelor localitățile prin care a trecut și care se regăsesc pe litografia Apărătorii naționalității române în Transilvania 1848 - 1849: Deva, Sibiu, Turnu Roșu, Predeal, cu mențiunea că nu știe ce ar fi căutat Iscovescu prin Predeal.

##### Prezența la Semlin - Serbia
Referitor la alte misiuni ale lui Iscovescu în perioada revoluționară, Ionel Jianu a mai pomenit o ipoteză privitoare la prezența artistului la Semlin. El a precizat că misiunea pictorului nu a fost doar cea de a picta portretele căpeteniilor transilvănene. Datorită faptului că sârbii se răsculaseră și ei în acea perioadă, Nicolae Bălcescu reușise să creeze o legătură cu aceștia, argumente în acest sens fiind scrisorile lui Bălcescu în care este pomenit adesea numele lui Biscianovschi, care era pe atunci reprezentantul sârbilor din imperiul austriac pe lângă guvernul revoluționar maghiar. Nicoale Bălcescu a încercat să unească toate naționalitățile oprimate și ca urmare, a spus Ionel Jianu, a vrut să câștige simpatia sârbească și de aceea l-a trimis pe Iscovescu la Semlin, pentru a picta portretele căpeteniilor de acolo. Jianu nu a adus nicio sursă care să susțină o asemenea informație.

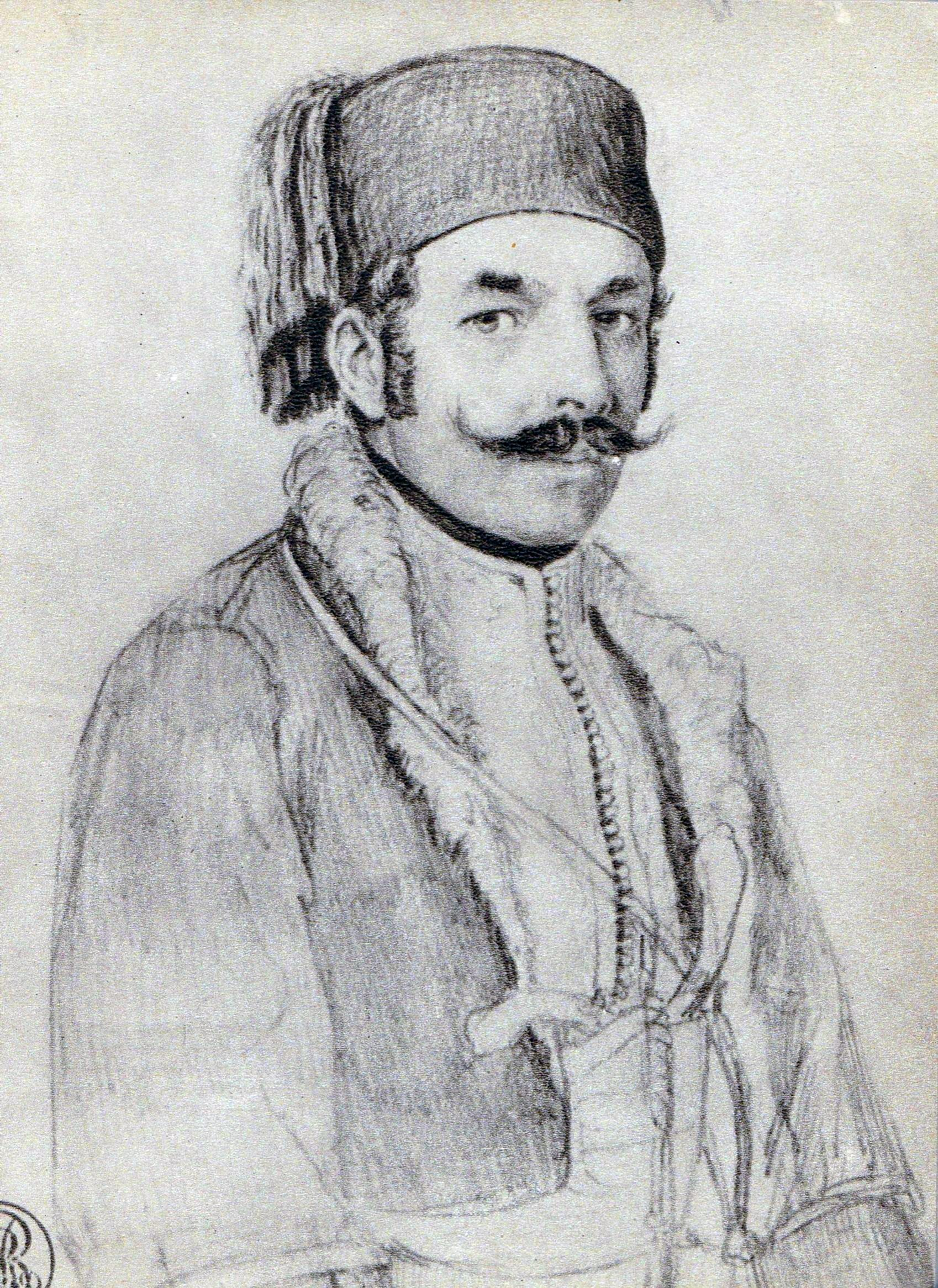
Un revoluționar sârb
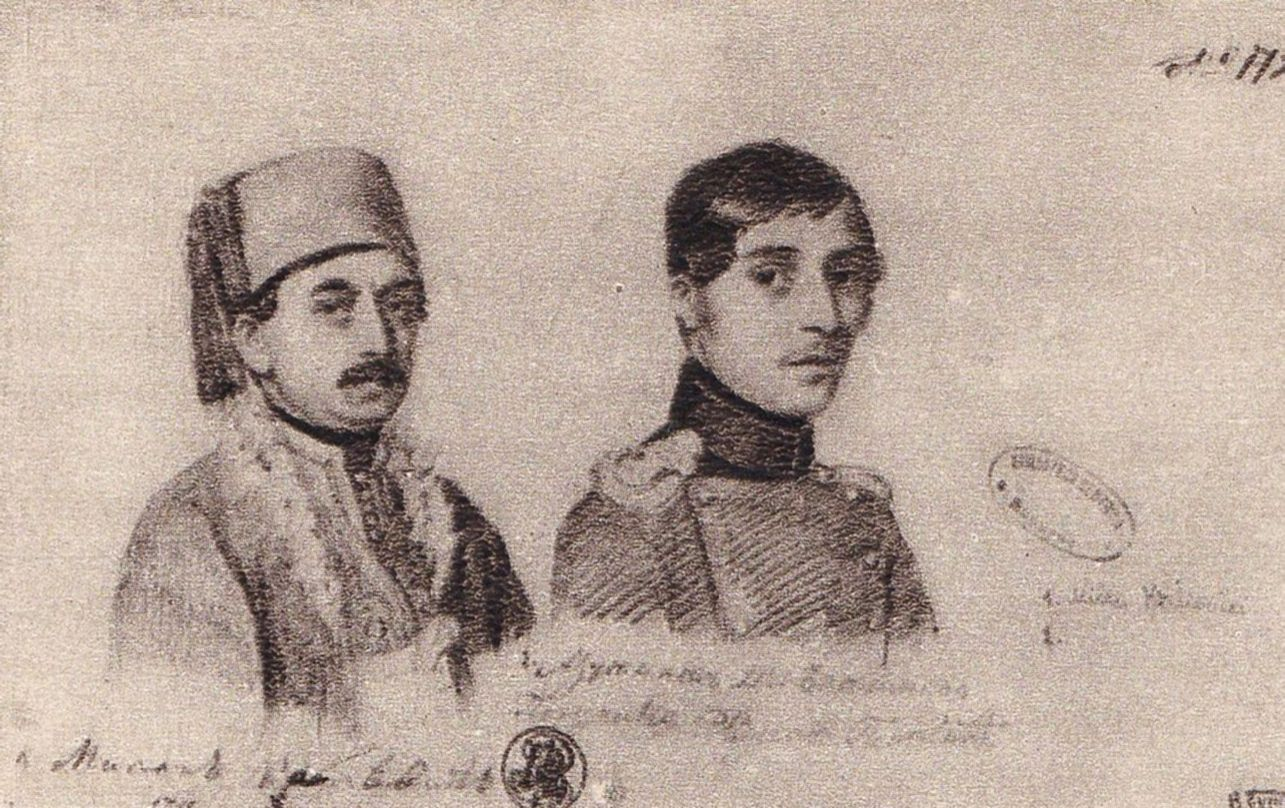
Revoluționari sârbi (1)
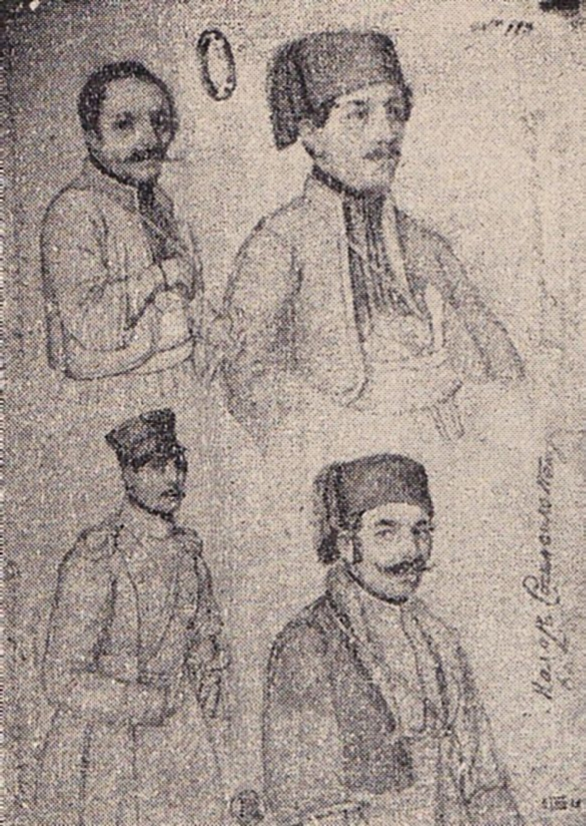
... (2)
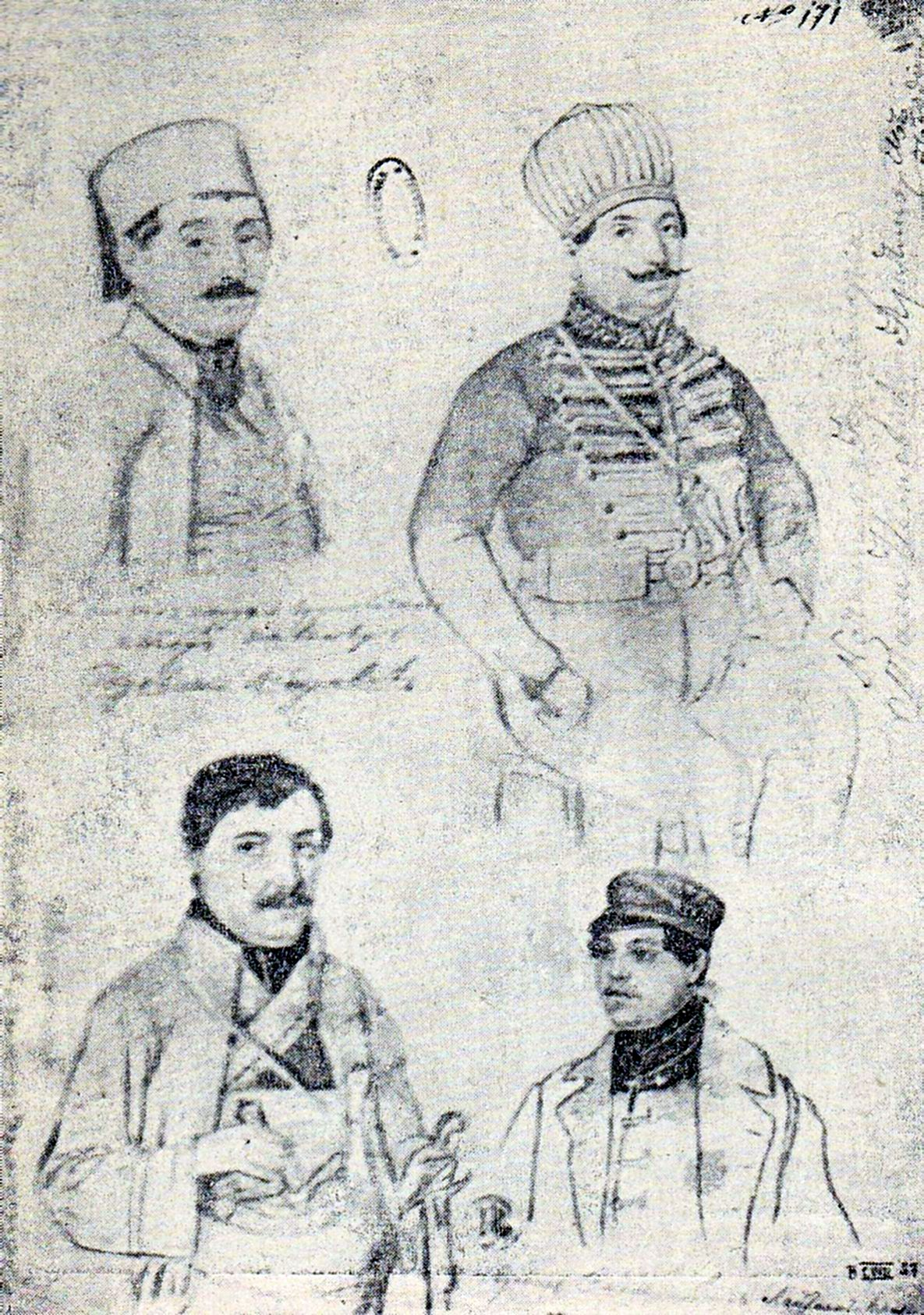
... (3)
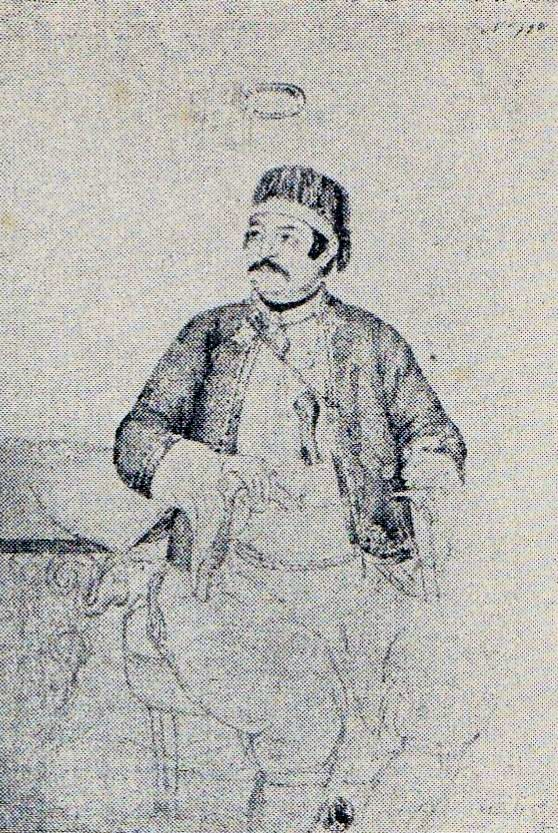
... (4)
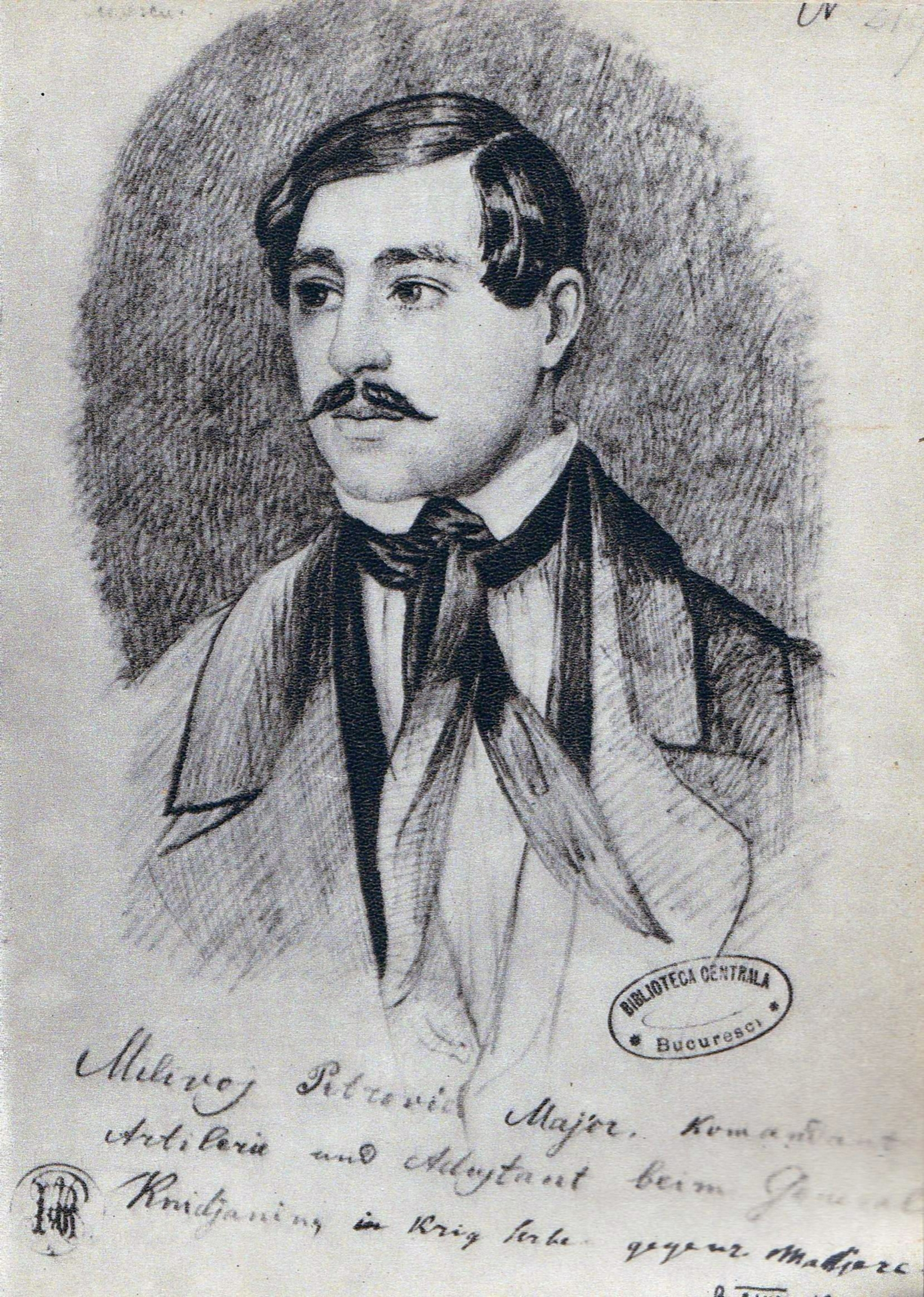
Milivoi Petrovici

Conform aceluiași biograf, pictorul ar fi stat la Semlin mai multe luni de zile începând din luna martie a anului 1849 și astfel, ar fi pictat el portretele militarilor sârbi, precum și cele ale lui Constantin Kypra (1849 Semlin) și Dimitrie Bolintineanu (8 martie 1849). Tot aici, la Semlin, ar fi pictat scenele de bivuac și portretele de soldați care, în opinia lui Jianu, ar fi muntenegreni după vestimentația în care au fost înfățișați. Ionel Jianu presupune că lucrarea intitulată Român Plăeș din Banat ar fi fost făcută pe drumul său spre Semlin. Desenul acesta a fost considerat a fi printre primele în care apare chipul țăranului român.

#### Exilul la Constantinopol
Referitor la ultimii ani de viață ai lui Barbu Iscovescu de-a lungul timpului s-au perpetuat unele incertitudini ce privesc situația lui financiară în capitala Imperiului Otoman, Istanbul și Brussa. Informațiile sunt lacunare și în sensul că se folosește în biografii locul unde a stat pictorul câteodată Contantinopol, alteori Brussa și adesea cele două orașe sunt amintite simultan fără a se explica de ce și când a fost Iscovescu la Constantinopol și de ce și când a fost la Brussa. 

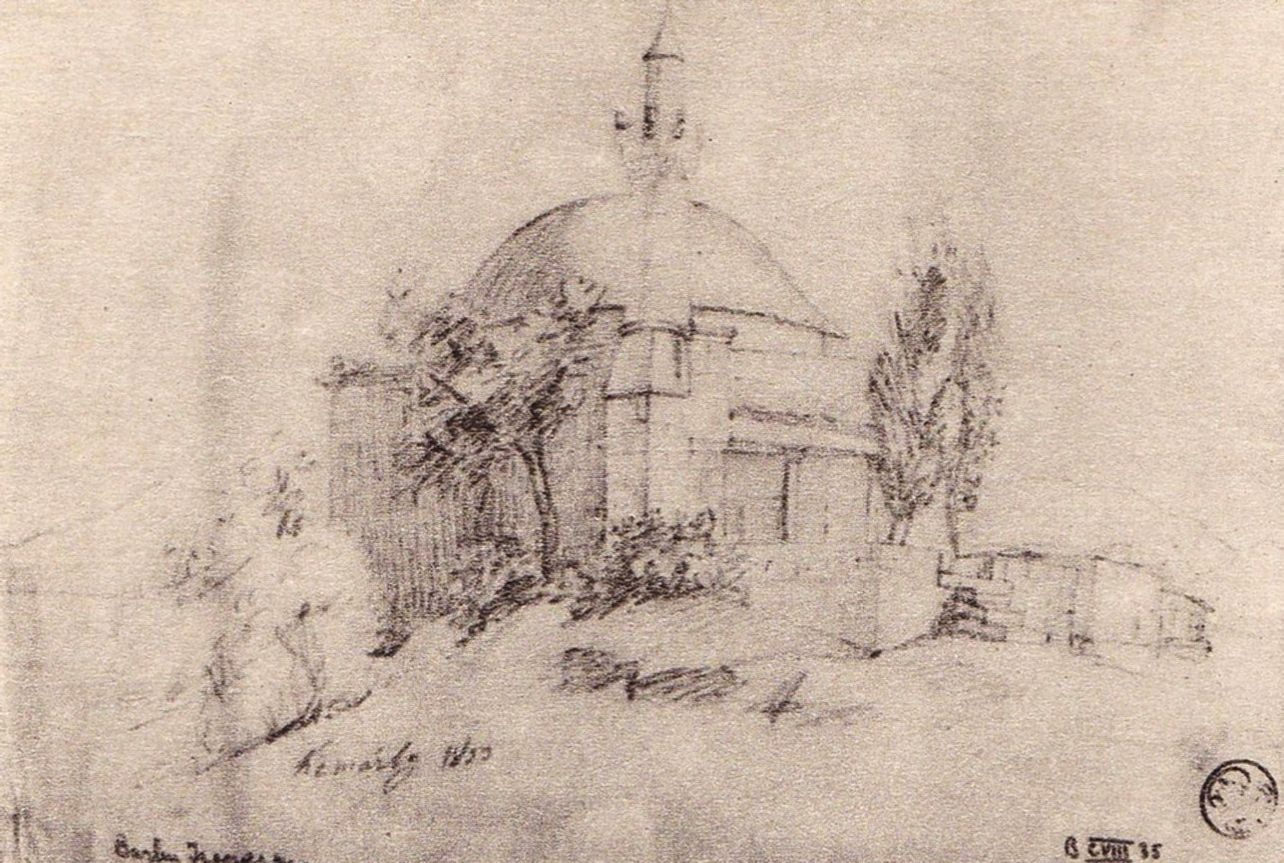
Peisaj din Kemárly

Conform biografului Ionel Jianu, acesta a avut parte de o viață mai liniștită în acești ani, dar lipsurile și suferințele i-au erodat sănătatea. Artistul a stat pe malurile Asiei Mici doi ani de zile și a lucrat din ce în ce mai puțin. Au rămas posterității un autoportret și câteva peisaje, unul din ele fiind cel intitulat Peisaj din Kemárly datat în 1853. Jianu nu a făcut alte mențiuni față de acest episod din viața artistului, excepție făcând faza finală a decesului.
Dan Grigorescu a pomenit influențele pe care le-au exercitat prietenii pictorului asupra unor persoane influente din Turcia pentru ca Iscovescu să primească comenzi de tablouri. Recomandările au fost trimise la Stambul de prieteni prin Jean Alexandre Vaillant (1804-1886), fostul dascăl de la Colegiul Sfântul Sava. Aceștia rugau destinatarii să-l prezinte pe Iscovescu membrilor guvernului pentru a-l ajuta să primească comenzi importante. Se pare că succesul nu l-a ocolit pe Iscovescu. Argumentele prezentate de Grigorescu au fost peisajul de Smirna datat în noiembrie 1852, icoana Schimbarea la față pentru capela română la care lucrau și Năstăseanu și Theodor Aman. Baza documentară a lui Grigorescu pare să fi fost lucrarea lui George Potra și Barbu Brezianu din anul 1955. Astfel, Grigorescu a amintit că Iscovescu câștiga îndeajuns, el fiind capabil să-și plătească toate datoriile de la Paris, trimițând în acest sens 300 de franci. Comenzile erau numeroase și bine plătite și viața era una lipsită de griji. Acum a pictat și portretele revoluționarilor aflați în exil, exemplu fiind cel al lui Niță Magheru.

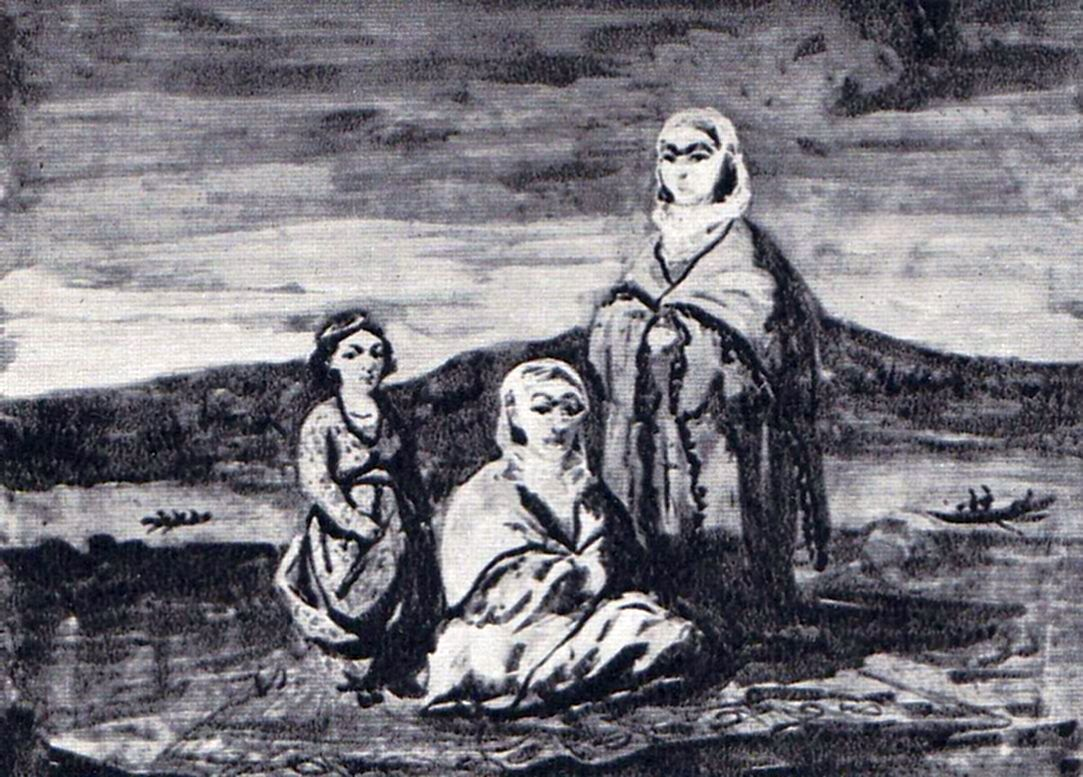
Turcoaice pe covor

În primăvara lui 1853 a părăsit Smirna și a plecat la Constantinopol unde urma să picteze portretul sultanului Abdul-Medjid, fapt care denotă o faimă importantă pentru o așa comandă. Pentru execuția portretului, Iscovescu i-a cerut lui Aman, aflat la Paris, să-i trimită 150 de franci care reprezentau contravaloarea unui manechin și a unui cal de bronz, cal pe care voia să-l înfățișeze pe sultan. Cum planul sultanului de înființare a unei Legiuni Române formate din revoluționarii români în exil la Constantinopol a dat greș, vizirul Rașid Pașa având deja avizul necesar pentru dezvoltarea acestui demers necesar contracarării degenerării relațiilor ruso-otomane, proiectul pictării portretului ecvestru a eșuat. În aceste momente Iscovescu și-a făcut autoportretul. A pictat comenzi date de către înalta societate turcă așa cum a fost seraschierul (ministrul de război) cu care avea relații apropiate și chiar un portret al sultanului, informația fiind ambiguă ca exprimare și lipsită de surse emisă de Dan Grigorescu.
La începutul anului 1854, Theodor Aman l-a rugat pe Iscovescu să-i trimită o serie de schițe pe care acesta le-a realizat cu soldați turci în uniforme militare. Aman avea nevoie de acestea pentru compoziția sa intitulată Lupta de la Oltenița. În tot acest timp, Iscovescu l-a ajutat financiar pe Aman care se afla la Paris. Dan Grigorescu a considerat că Iscovescu a fost pentru Theodor Aman nu numai prieten ci și un adevărat profesor.

#### Decesul de la Constantinopol
Barbu Iscovescu a decedat în data de 24 octombrie 1854 la Constantinopol. Informația este certă și susținută de toți biografii fără ca aceștia să indice vreo sursă credibilă de informare. De asemenea, în niciuna din biografiile care stau la baza acestui articol nu se menționează ce boală a avut artistul, ci doar faptul că Iscovescu ar fi avut o recidivă la Paris din cauza condițiilor mizere în care locuia (Grigorescu) sau din cauza sărăciei și lipsurilor fără a indica vreo boală (Jianu) și (Nicolau). Mai mult, Grigorescu a pomenit situația în care Theodor Aman l-ar fi găsit pe pictor la ultima vizită pe care a făcut-o la Constantinopol. Aman l-ar fi găsit pe Iscovescu sfârșit cu ochii arși, aducând ca argument autoportretul pe care și l-a făcut Barbu în capitala imperiului, unde acesta apare pictat în mod dramatic.

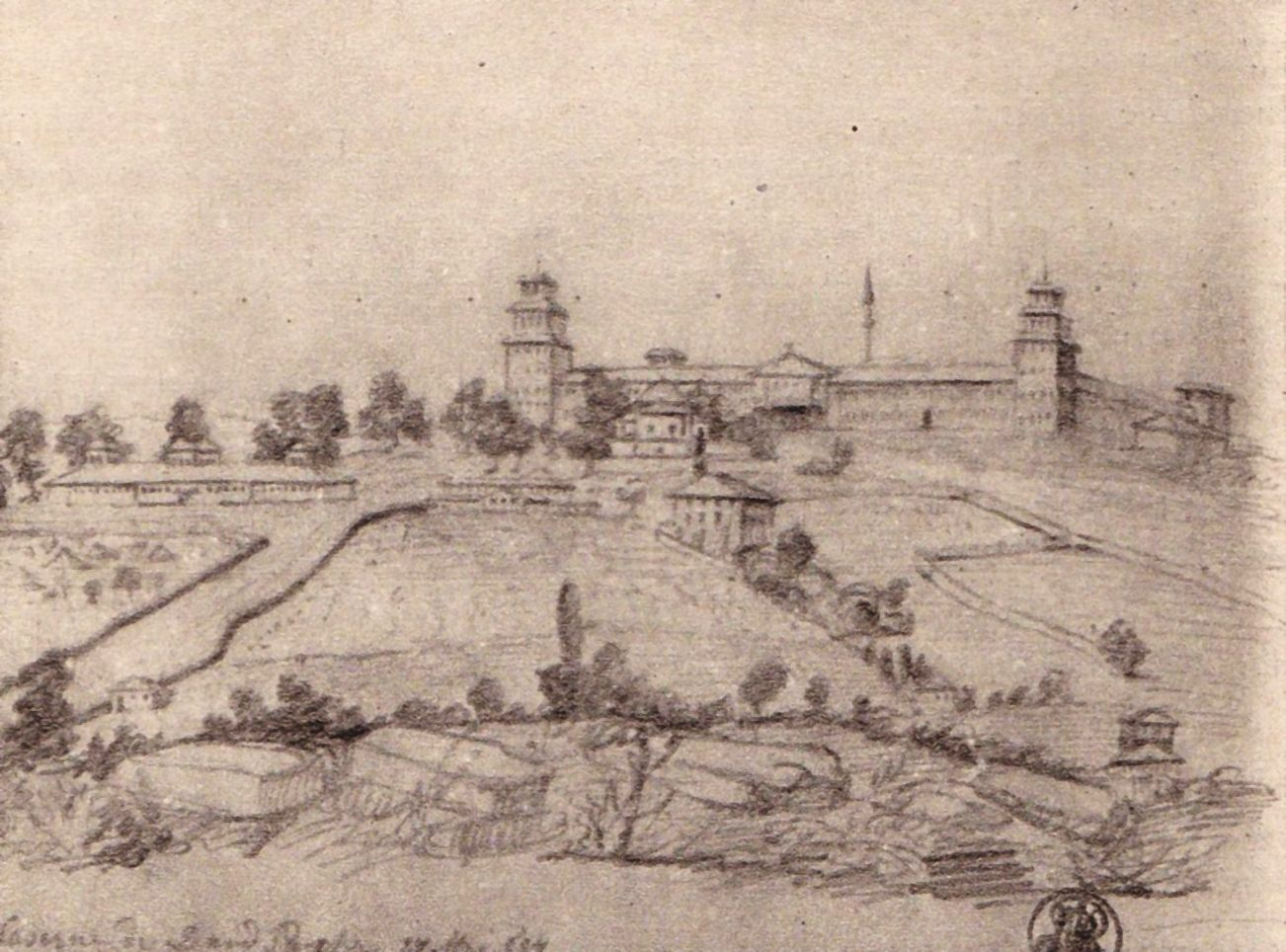
Cazarma lui David Pașa

În luna iulie 1854, Theodor Aman l-a vizitat pe Iscovescu la Constantinopol. Informația nu este susținută de surse și a fost afirmată de Ionel Jianu și Dan Grigorescu. Marin Nicolau nu a făcut nicio remarcă asupra momentului decesului artistului și nici de vizita lui Aman în capitala imperiului. În continuare, Ionel Jianu a afirmat fără echivoc și fără referințe documentare că Iscovescu i-ar fi încredințat toate lucrările pe care le avea lui Aman cu scopul trimiterii acestora în Țara Românească. Toate lucrările ar fi fost încărcate în niște lăzi pentru transport. Lăzile conțineau din spusele lui Jianu: celebrele (?) tablouri făcute la Paris, portretele revoluționarilor din Ardeal, schițele făcute la Semlin și peisaje din pribegie. După descrierea acestei donații, Jianu a explicat motivația lui Iscovescu, motivație care era de natură testamentară orală care cuprindea sentimente patriotice și exaltări revoluționare.
Dan Grigorescu în mod diferit de Jianu a menționat faptul că Aman ar fi venit la Constantinopol în luna iulie 1854 pentru a prezenta sultanului pictura pe care a realizat-o cu tematică militară intitulată Bătălia de la Oltenița. Cu această ocazie l-ar fi vizitat pe Iscovescu care i-a dat toate lucrările sale, fără a indica modul de ambalare al lor. După plecarea lui Aman, Iscovescu era internat la un spital (?), la ora 5 seara (?), și acolo i-ar fi chemat pe prietenii săi din exil Gheorghe Magheru, Alexandru Christofi, Constantin Polyron, Nicolae Pleșoianu, Vasile Mălinescu și pe funcționarul consulatului francez Arthur Braligot de Beyne. Trăindu-și ultimele clipe, Iscovescu i-a dictat francezului testamentul și ultimele dorințe. Astfel, Muzeului Național de Artă al României i-a lăsat întreaga sa operă precum și lucrările pe care acesta le-a cumpărat și făceau parte din propria colecție de artă. Toate cărțile pe care le avea le-a lăsat Colegiului Sfântul Sava. Hainele și mobila le-a lăsat prin testament ca să fie împărțite emigranților săraci din Turcia. Dan Grigorescu a indicat o sursă bibliografică care ar susține afirmațiile pe care le-a făcut la acest episod biografic, și anume lucrarea lui T.G. Bulat publicată în anul 1965. Această referință a fost pusă de Grigorescu la afirmația referitoare la cărțile pe care artistul le-a donat Colegiului Sfâtul Sava, astfel încât, existând în continuare și afirmația privind hainele și mobila pentru săraci, pare că sursa nu ar acoperi-o și pe aceasta. Implicit se deduce că nici afirmațiile referitoare la spitalizare și la detaliile testamentare precedente nu ar fi acoperite de sursa indicată. Cum, până în acest moment, redactarea acestui articol a fost afectată de lipsa acestei surse indicată de Grigorescu, se poate considera că afirmațiile biografului suferă de ambiguitate.
Ca urmare a indicației pe care toți biografii o menționează privitor la certitudinea ridicării unui monument pe mormântul artistului, nimeni nu a specificat dacă monumentul mai există și în ziua de astăzi sau până în ce an a existat și nici dacă informația certificată de către toți cu privire la ziua decesului are ca sursă tocmai acest monument.

#### Apărătorii naționalității române în Transilvania
Litografia Apărătorii naționalității române în Transilvania 1848 - 1849 conține pe chenarul cu vrejuri frumos împletite șase desene înfățișând peisaje ale locurilor pe unde a trecut artistul în periplul său transilvănean. Localitățile în care a desenat Barbu Iscovescu nu au fost identificate cu certitudine nici în ziua de astăzi, din moment ce analiștii nu s-au pus încă de acord cu acest lucru. Astfel, Ion Frunzetti a amintit componența chenarului pomenind localitățile Predeal, Turnu Roșu, Sfântul Gheorghe, Sighișoara, Sibiu și Deva, în mod similar cu Marin Nicolau. Ionel Jianu a enumerat localitățile Roșia, Abrud, Câmpeni, Sigihișoara, Sibiu și Deva. Dan Grigorescu a amintit doar patru localități: Deva, Sibiu, Turnu Roșu și Predeal.

#### Portretul lui Niță Magheru
| Petre Mateescu          | Barbu Iscovescu     |
| ----------------------- | ------------------- |
|                         |                     |
| Gheorghe Magheru (1848) | Niță Magheru (1848) |

Portretul lui Niță Magheru a fost considerat în mod eronat ca fiind cel al lui Gheorghe Magheru o lungă perioadă de timp. Portretul a fost datat în anul 1848 și poartă mențiunea Niță Magheru. Confuzia a venit din cauza faptului că Gheorghe Magheru a fost unul din fruntașii revoluției și Comandantul - șef al tuturor plăieșilor și dorobanților de peste Olt, în timp ce Niță Magheru a fost un nepot de frate al acestuia, el fiind junker în armata valahă. După eșecul revoluției, Niță Magheru a emigrat și a fost internat la Brussa, acolo unde pictorul Ion Negulici i-a făcut portretul.
Făcând o comparație simplă între portretul lui Niță Magheru și cel al lui Gheorghe Magheru realizat de Petre Mateescu, ambele datate în anul 1848, se vede în mod evident că sunt două persoane complet diferite.

#### Portretul lui Petre Mateescu
Așa cum a intitulat imaginea în biografia lui Barbu Iscovescu, Marin Nicolae a considerat că artistul a portretizat pe tânărul Theodor Mateescu, în timp ce Dan Grigorescu precum și alte surse online au menționat că cel portretizat ar fi Petre Mateescu. Dacă în cazul lui Nicolau se poate găsi o explicație prin citirea însemnării de pe desen unde apare grupul de litere Th înaintea cuvântului Mateescu, celelalte surse nu au precizat vreo motivație pentru atribuirea acestui portret și nici acel grup de litere nu pare a fi Pe și nu Th. Singura explicație ar putea fi că numele lui Mateescu ar fi fost nu numai Petre ci și Theodor, dar nu există surse pentru o astfel de afirmație. De la acest portret s-a propagat probabil ideea că Petre Mateescu s-ar fi născut în satul Tutana din județul Argeș, idee susținută și de Dan Grigorescu fără a menționa vreo referință, deoarece se presupune (n.r) că ar fi preluat de pe acest desen înscrisul Tutana. Localitatea de naștere a acestuia apare în mai toate sursele online. Cu toate că pe desen apare și născut 1825, an preluat de alte surse, sunt surse care indică anul 1821 ca an de naștere.

### In memoriam

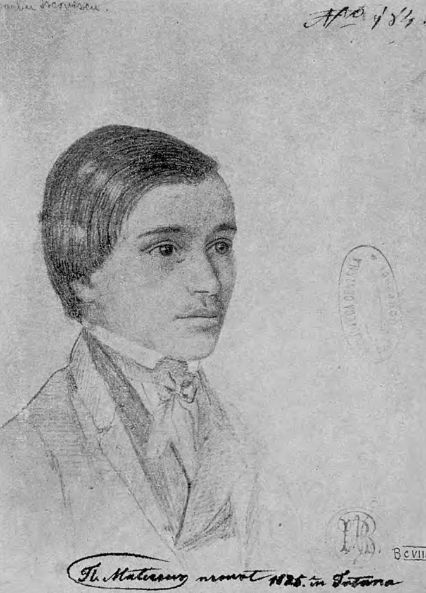
Theodor Mateescu

Poartă numele de Barbu Iscovescu o stradă din București și câte una din Craiova și Timișoara, iar una din Ploiești numele de Pictor Iscovescu.